# 潘切沃
潘切沃（羅馬化：Pančevo，發音：[pâːntʃeʋo]），是塞尔维亚伏伊伏丁那自治省的一座城市，也是南巴納特區的行政中心。它位于巴纳特地区南部的蒂米什河和多瑙河沿岸。2022年的人口普查显示，潘切沃行政区有115,454人居住。潘切沃是伏伊伏丁那省第三大城市，按人口计算是塞尔维亚第六大城市。
潘切沃于1153年首次被提及，并被描述为一个重要的商业地点。 1873年，在该地区的军事边境被撤销，它获得了城市地位。其大部分时期是匈牙利王国的一部分，1920年后成为塞尔维亚、克罗地亚和斯洛文尼亚王国的一部分，后者于1929年更名为南斯拉夫。此后，经过一次中断，它成为几个南斯拉夫国家的一部分。2003年，最近一个国家解体后，它成为其继承国塞尔维亚的一部分。潘切沃以多民族而闻名，自16世纪以来，塞尔维亚人（以及1945年之前的德国人）一直是主要民族，自2011年以来，他们占该市总人口的80%。
潘切沃是一座拥有丰富文化活动和古迹的城市，过去也曾是许多国内和国际电影作品的拍摄地。自2003年以来，该市举办了国际多元文化嘉年华。它也是南巴纳特地区的主要经济中心，其经济也主要与贝尔格莱德的经济联系在一起。 HIP工厂位于潘切沃以及UTVA，该工厂在1999年南斯拉夫轰炸中遭到严重破坏。潘切沃还以其建于18世纪初的啤酒厂和丝绸厂以及灯泡工厂而闻名，只是现在都已经不复存在了。潘切沃还拥有许多历史文物、博物馆和公园。

## 名称来源
这座城市在其他语言中还有其他名称： 马扎尔语： Pancsova，土耳其语： Pançova，德语： Pantschowa，罗马尼亚语： Panciova，斯洛伐克语： Pánčevo。
"Pančevo" 这个名字源自斯拉夫语。 它的词根是古斯拉夫语单词 pačina / pančina，意思是死水，巴纳特地区曾经盛产水。 Pančevo、Pančova、Pančal 等名字中的鼻音 /n/ 证明了这个地名的悠久历史。
由于统治民族（罗马人、凯尔特人、匈奴人、阿瓦尔人、斯拉夫人、匈牙利人、鞑靼人、土耳其人、日耳曼人）的频繁更替，这个战略要地的名称经常发生变化：
     Panucea / Panoča — 在匈牙利盖萨大公统治时期的防御工事清单中发现的名称
     Bansif — 这个名字源自阿拉伯地理学家穆罕默德·伊德里西，他于1153年在他的著作《巴尔干半岛知识》中提到过它
     Panuka — 贝拉国王的公证人匿名者提到的一个名字，描述了保加利亚格拉德公爵被阿尔帕德大公的军队击败，当时他被迫在那里讲和
     Pančal — 贝尔格莱德队长兼科温县伟大县长 Matija Taloci 在1430年的一封信中提到过这个名字
     Panseg — 法国贵族伯特兰顿·德拉布罗基埃在给国王菲利普三世 (勃艮第) 的报告中提到的名字
     Pajčova — 这个名字出现在阿拉伯作家 Mehmed Sipahi Zada 于1605年撰写的手稿中，题为“了解国家和城市的最清晰方法"
     Panzova — 这个名字源自土耳其旅行作家埃夫利亚·切莱比于1660年游览潘切沃时
     Chomva — 1716年驱逐土耳其人后克劳德·弗洛里蒙德·德·摩西将军所起的名字
     Pančova — 奥匈帝国统治时期的名字

## 历史

### 中世纪
中世纪时，潘切沃属于科温县。
早在1153年，阿拉伯地理学家 Idrizi Banzif 就将其称为希腊人进行贸易的贸易城市。 从1390年开始，土耳其人在科索沃战场（1389年）之后每年都渗透 Moravška dolina 蹂躏该地区，并入侵多瑙河左岸地区。 这就是为什么在1439年，潘切沃当时所属的 Krašovska županija 和 Kovinska županija 不复存在的原因。 随后，Tornista 的塞尔维亚人一路逃往 Čongradskoj županija 的 Alpar。
19 世纪末和 20 世纪初，在市区发现了许多石器时代的考古文物、青铜时代（骨灰瓮文化）和古罗马时代的聚落和墓地遗迹。大多数物品都在该镇的国家博物馆展出。

### 哈布斯堡王朝
1154年，阿拉伯穆斯林地理学家穆罕默德·伊德里西在他的《遥远之地的愉快旅程》(Book of Pleasant Journeys into Faraway Lands) 中将这一地区描述为重要的商业场所。直到11世纪初，该地区一直由保加利亚第一帝国管辖，然后由匈牙利王国管辖，直到1521年成为奥斯曼帝国的一部分。在土耳其统治期间，该地区是 Temeşvar Eyalet 的一部分，主要居住着塞尔维亚人。 1660年，埃夫利亚·切莱比将这座城镇描述为直径为一百土耳其英尺的四边形防御工事。奥土战争期间，这座防御工事于1716年被克劳德·弗洛里蒙德·德·摩西 (Claude Florimond de Mercy) 最高指挥下的帝国军队攻克。1717年和1720年的地图上记录了旧城及其防御工事的印象，这些地图位于国立塞切尼图书馆和研究所布达佩斯军事史研究中心。

#### Tamiški Banat

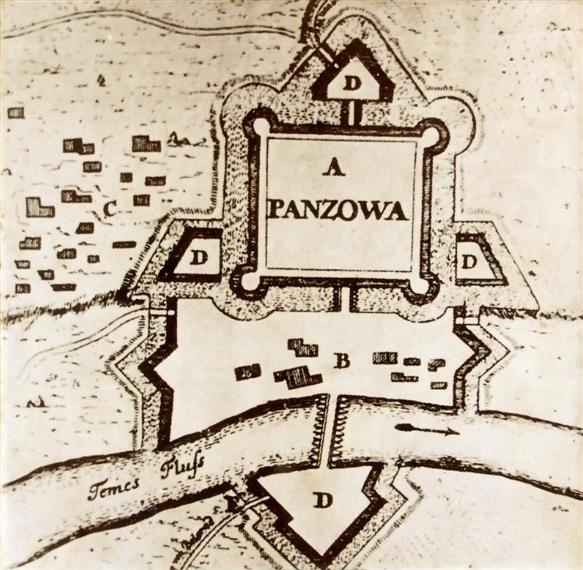
18世纪潘切沃要塞的平面图，其中部分于2013年发现

1716年，奥地利伯爵克劳德·弗洛里蒙德·德·摩西将潘切沃从土耳其人的统治下解放出来，并将其命名为 Čomva。1718年，随着奥斯曼帝国与哈布斯堡王朝和威尼斯签署《波扎雷瓦茨和约》，哈布斯堡王朝Tamiški Banat省成立。 该省分为11个区，省会为蒂米什瓦拉，官方语言为德语。

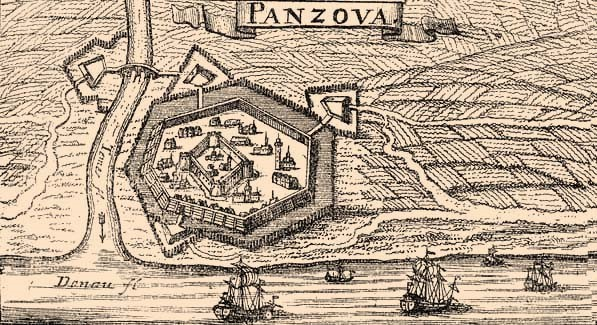
1718年的潘切沃

潘切沃是Tamiškog Banata地区之一的主要城镇。 考虑到这一事实，大批人在潘切沃定居。 来自蒂米什瓦拉周围的塞尔维亚人于1720年首次定居。他们的木屋矗立在不规则的街道上，位于潘切沃要塞的北部，他们居住的地方被称为Gornja varoš。 1722年，来自法国的德国人开始在巴纳特地区定居。 德国人获得了要塞以南的领土，并于1723年将其称为 Nemačko Pančevo。 与 Gornja varoš 的房屋不同，Nemački Pančevo 房屋的墙壁由荆条制成，屋顶由芦苇制成。
在此期间，潘切沃取得了长足的进步。 1718年，潘切沃建立了一座太阳能发电厂，1719年，航运和邮政行业成立。 来自波津的犹太人实业家 Abraham Kepiš 于1722年获得许可建造一家啤酒厂，并于同年开始运营。 即使在今天，它仍然是该地区最古老的啤酒厂之一。 然而，在此期间，潘切沃遭遇了许多不幸。 1733年5月26日，一场强烈飓风对私人和政府建筑造成巨大破坏； 1737年1月初，爆发了一场严重的流行病，导致人口大量减少，同年 5 月，一场大火吞没了 Donja varoš。
潘切沃在奥地利和土耳其长达一年的战争中遭受了巨大损失。 1738年9月28日，潘切沃爆发了战争骚乱，消息传遍整个定居点，土耳其人在 Oršava 附近渡过多瑙河，率领大军到达 Nova Palanka，击败了那里的帝国军队。 四个星期后，出于战略原因，潘切沃被移交给土耳其人，土耳其人将统治该领土10个月。 在此期间，发生了两场战役——在格罗茨卡附近的第一场战役中，土耳其人取得了胜利，而在潘切沃附近的第二场战役中，土耳其人被奥地利人击败。 当他们撤退时，土耳其人烧毁了城镇并严重损坏了堡垒。 1739年9月18日，贝尔格莱德和约的签署正式结束了奥地利和土耳其之间的战争。 有了这份和平，奥地利有义务拆除多瑙河左岸的所有堡垒，这意味着潘切沃堡垒的拆除工作于同年开始。 （ 2013年9月初，在城市公园发现了一块堡垒界石。）

#### Vojna krajina

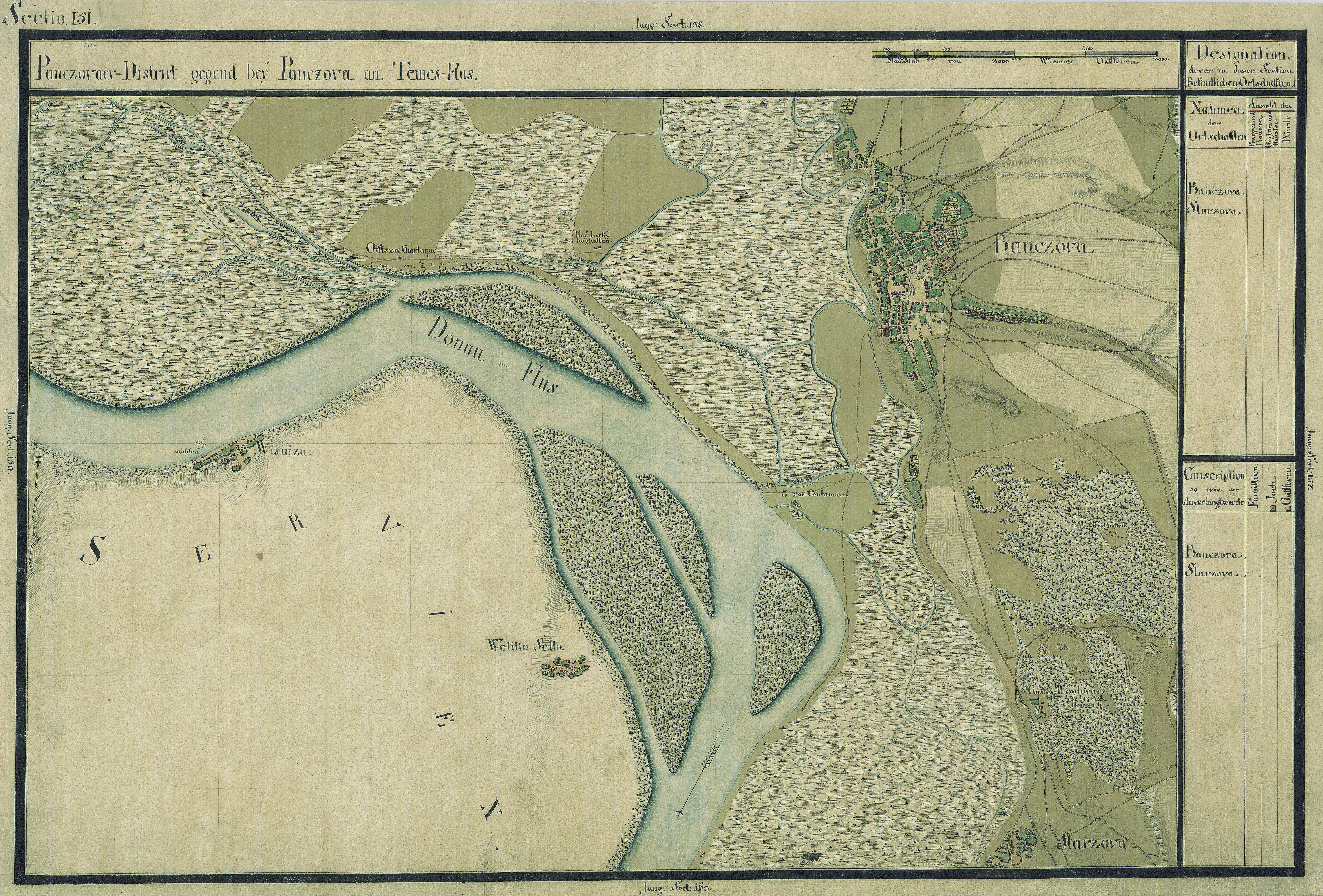
潘切沃1770年左右。

为了保护边境领土免受土耳其人的入侵、走私和从土耳其地区传入传染病的影响，哈布斯堡王朝将军事边境的领土延伸至巴纳特。 巴纳特军事边界的安排从1764年持续到1768年。 1767年，潘切沃成为第十二德国巴纳特团的总部。 1774年，奥地利帝国审计员Erler表示，该城市属于同名地区。 当时有：邮局、骑兵营、罗马天主教教堂和修道院、海关和盐厂。 人口构成混杂，有德国人、瓦拉几亚人和塞尔维亚人。
潘切沃小型或游行市场于1858年正式命名为 "Koroninijeva pijaca"。市场中央竖立了一座方尖碑。
1872年军事边界被废除，潘切沃落入匈牙利民政管理之下。

### 奥匈帝国
1848年至1849年期间。 潘切沃在革命期间遭受了很多苦难。 1873年，它成为一个市镇。 20世纪下半叶，匈牙利人开始在潘切沃更大范围定居。 1918年11月8日，塞尔维亚军队进入潘切沃。

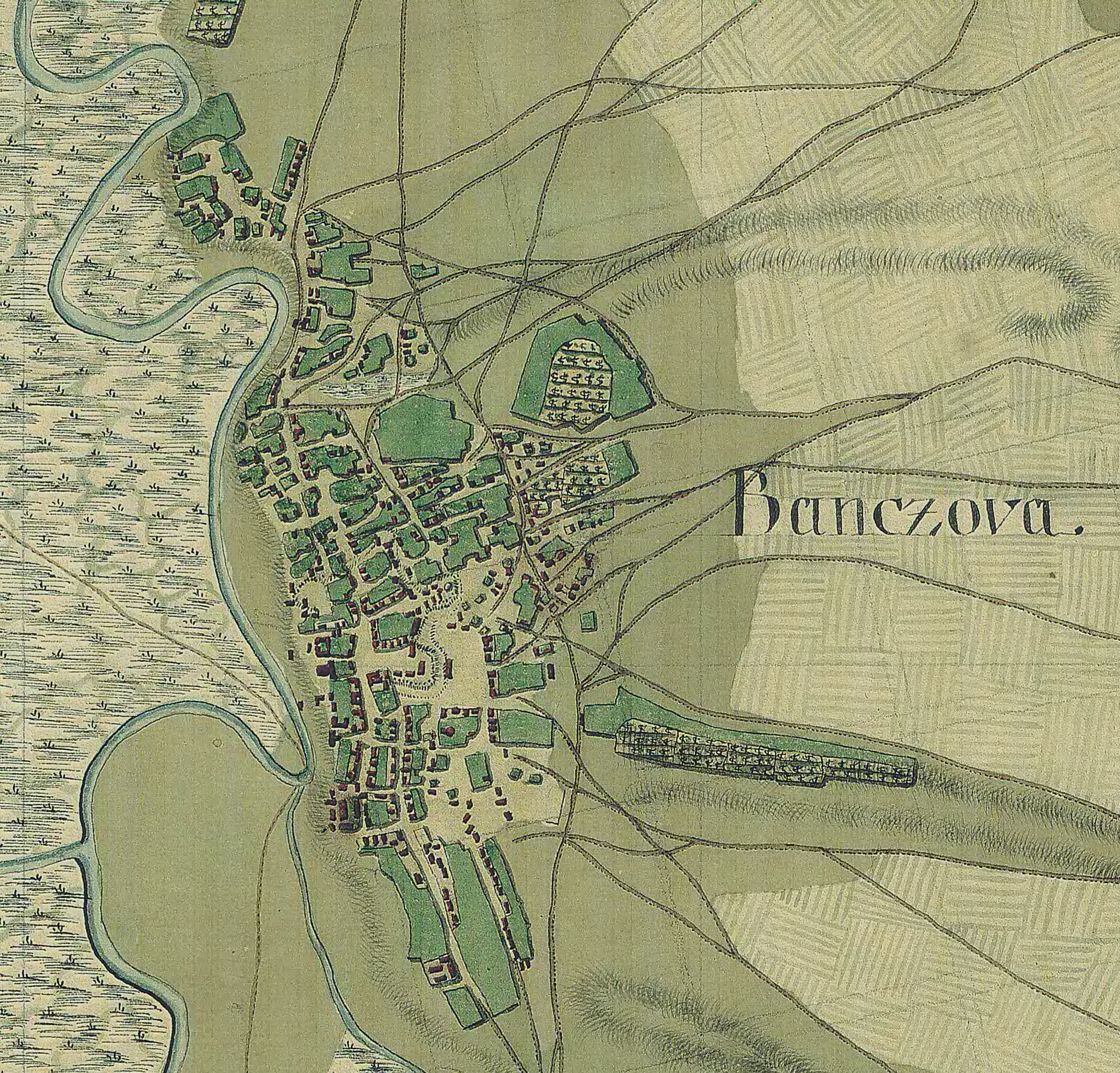
奥地利国家档案馆，约瑟芬土地测量地图 (1769–1772)，没有现存防御工事的城市

波扎雷瓦茨条约签订后，市区归属哈布斯堡君主国巴纳特，是帝国军队临时驻扎的屯驻地。 1764年12月，维也纳帝国战争委员会登记了所有人口和或多或少可居住的房屋数量，哈布斯堡政府鼓励德国定居者大规模移民，用于行政设施和开发军事边境新区。 1794年1月，弗朗茨二世 (神圣罗马帝国) 签署了潘切沃自治市镇权利宪章，没有其他像建城契约这样的真实证据。 1852年，由于城市扩张，防御工事已被忽视。 1873年，军事边界被废除，潘切沃并入奥匈帝国的托伦塔尔县。 1902年，记录了该镇的地籍地图，现存放于匈牙利国家档案馆。
在维拉朱斯蒂停战协定之后，该地区成为临时多伦多地区的一部分，并且由于特里亚农条约最终成为南斯拉夫的一部分，于1922年并入贝尔格莱德州，自1929年起并入南斯拉夫王国的多瑙河省 (南斯拉夫)。

### 第二次世界大战对城市生活的影响
我拜访了一位前维也纳熟人，他多年来一直作为一名移民在贝尔格莱德生活。当我告诉他我想去潘切沃拜访一位已故朋友的亲戚时，他向我推荐：德国人住在那里。睁开你的眼睛——闭上你的嘴。

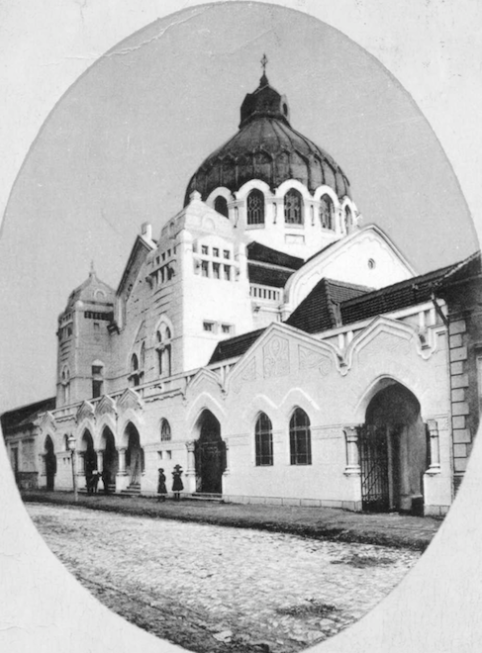
历史犹太教堂、建筑物和土地被自治巴纳特的多瑙河施瓦本人没收

- Franz Theodor Csokor, 1941年3月。
1941年4月，潘切沃在德国入侵南斯拉夫期间被占领。1941年4月12日，德国国防军在该市犯下战争罪行大屠杀，36 名塞尔维亚人被绞死和枪杀，以报复 9 名德意志裔人准军事组织成员、1 名党卫队第2师和1名该师受伤的同志在国家投降前遭到南斯拉夫皇家军队的三名士兵袭击。 1941年4月11日，皇家骑兵军官斯特万·里卡诺维奇 (Stevan Rikanović)、萨萨·拉克齐奇 (Saša Rakezić) 和米兰·奥尔利奇 (Milan Orlić) 在德国阅兵式上发出信号，表示他们不接受南斯拉夫即将到来的失败。他们在天主教墓地的墙后搭建了临时脚手架，并向纳粹德国人开枪，纳粹德国人在克服了这一意外后立即还击，并在坐在附近德国咖啡馆的两名党卫队士兵的协助下。 1941年4月6日，德国纳粹党成员已经在该墓地的一些坟墓上涂抹了反犹太教主义标语，一些墓碑也被严重损坏，但他们在 Đorđe Vajfert 的坟墓上放了一个带有纳粹标志 卍 的花圈。第二天，亲德团体在所有街道上游行，砸碎塞尔维亚商店的窗户，并对塞尔维亚平民进行嘲讽、吐口水和殴打，因为他们必须呆在家里，不允许他们外出。 1941年4月17日，在市政厅广场前举行了军事示威，部署了德国军队，并在大楼阳台上发表了煽动性演讲，他谈到将德国地区人民从南斯拉夫的奴役中解放出来，并宣布三天的庆祝活动直到我们元首的生日。 1941年4月20日，克赖斯元首收到海因里希·克尼尔 (Heinrich Knirr) 赠送的希特勒肖像画，当时他正在访问他深爱的祖国。 1941年5月1日，巴纳提斯国家卫队的精选警察在同一地点公开宣誓就职，他们身穿黑色制服，衣领上有徽章，口中说出保护德国人民的权利和生命等话语，尽管他们在 4 月份就已经入伍了。报复性大屠杀的宣传照片和影片在事件发生几十年后被用来帮助记录战争期间国防军共谋的暴行，这些暴行经常在德语电视纪录片中被操纵。

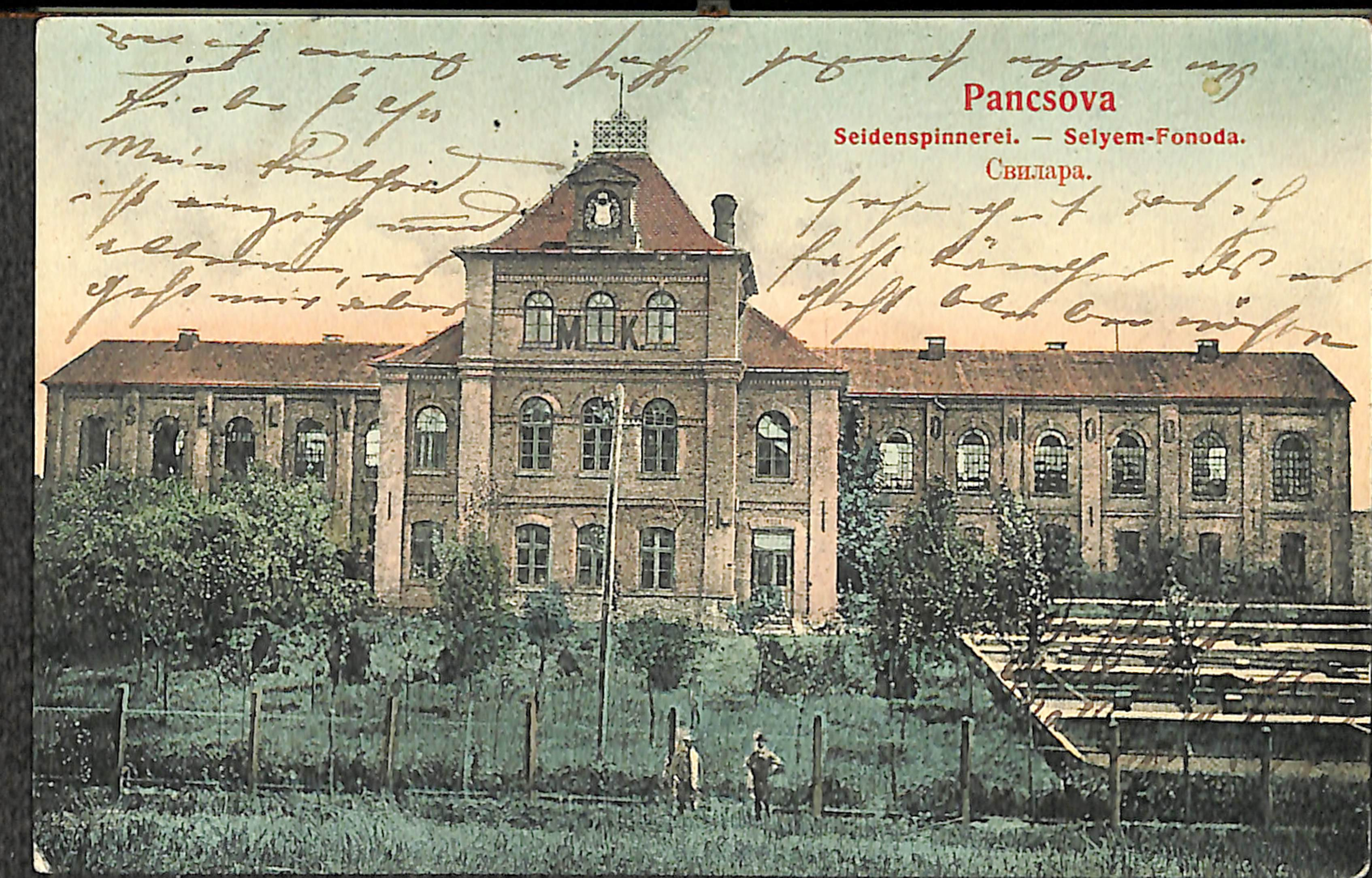
斯维拉拉 (Svilara) 自1941年4月以来一直是巴纳特州秩序警察总部，自1944年10月以来一直是OZNA总部。

第二次世界大战期间的南斯拉夫，潘切沃是德国占领的塞尔维亚自治巴纳特的一部分。选定的多瑙河施瓦本男子在武装党卫队的 Mannschaft 中被招募和征召入伍，其中大多数人要么在党卫队帝国师、秩序警察，要么在党卫队第 7 师。超过 99.99% 的德国当地妇女和青年被组织成德国妇女组织、希特勒青年团（包括 德国少女联盟）并致力于纳粹主义。 1943年，南德意志研究协会发布了一份非常危险的人口普查，并附上了仅供官方使用的说明：其中有惊人的五十八名正统德国人，这是对来自罗马尼亚血统的合作者的一个短语。 1944年，盟军在贝尔格莱德攻势中击败德国国防军和党卫队后，一部分德国人与战败的德国军队一起离开了这座城市。 1944年11月，在 OZNA 的合作下，KNOJ 旅成立，旨在消除该地区的纳粹化，该旅由 20 名精英游击队员组成，他们自愿在旅指挥官斯维托扎尔·鲁皮奇 (Svetozar Rupić) 的最高指挥下执行象征性威慑措施。经过深入研究和确定执行地点后，所有措施于 1945年 1月首次开始实施。其余的德国人仍留在该国。这些人被送进当地监狱，监狱一直存在到1948年。南斯拉夫解体后，许多德国人因为经济原因离开了南斯拉夫。自1945年起，该市隶属于南斯拉夫社会主义联邦共和国和南斯拉夫联盟共和国潘切沃。从几个世纪以来，这座城市一直是该地区的行政中心。

### 最近的历史
"特斯拉" 灯泡工厂成立于1931年。1935年11月，随着彼得二世国王大桥（潘切沃大桥）的开通，与贝尔格莱德的铁路连接建立。 更大的贸易和进步的期望并没有立即实现，因为这个地方实际上成为贝尔格莱德的郊区，仍然“作为粮食中心"，“最大的粮食出口点"。 然而，此后该行业得到发展，到 1941 年开设了 15 家大大小小的企业。 1940 年，Utva 飞机制造厂搬迁至此，同年市政府免费提供 10 块地块建设新工厂。
市图书馆及阅览室于 1936 年 9 月 26 日开放。蒂米什河上的公路桥于 1937 年 5 月竣工（3月初进行荷载试验）。 来自贝尔格莱德的 Pancevački 公路采用小路段修建，甚至在工程竣工之前于 1937 年秋天投入交通。 1938 年 5 月正式启用。从贝尔格莱德去往潘切沃的方向，由于潘切沃商人的营业额减少，消费税被严格征收。 第一条通往罗马尼亚边境的测试路段，长 1.5 公里，于 1939 年 8 月投入使用。自动电话总机于 1938 年 7 月投入使用。
人们在 20 世纪 30 年代来到潘切沃举行公证婚姻，这得益于古老的匈牙利法律。 1939 年建筑活动恢复，建造了几家工厂，开始建造国家抵押银行分行，于 1940 年竣工——后来的旧邮局大楼。 新工厂的工人们在 Vojlovićki Rit 汽船码头旁边建造了一个野外定居点。 战前计划建造一座文化中心，其建筑将是该国同类建筑中最大的。

## 地理

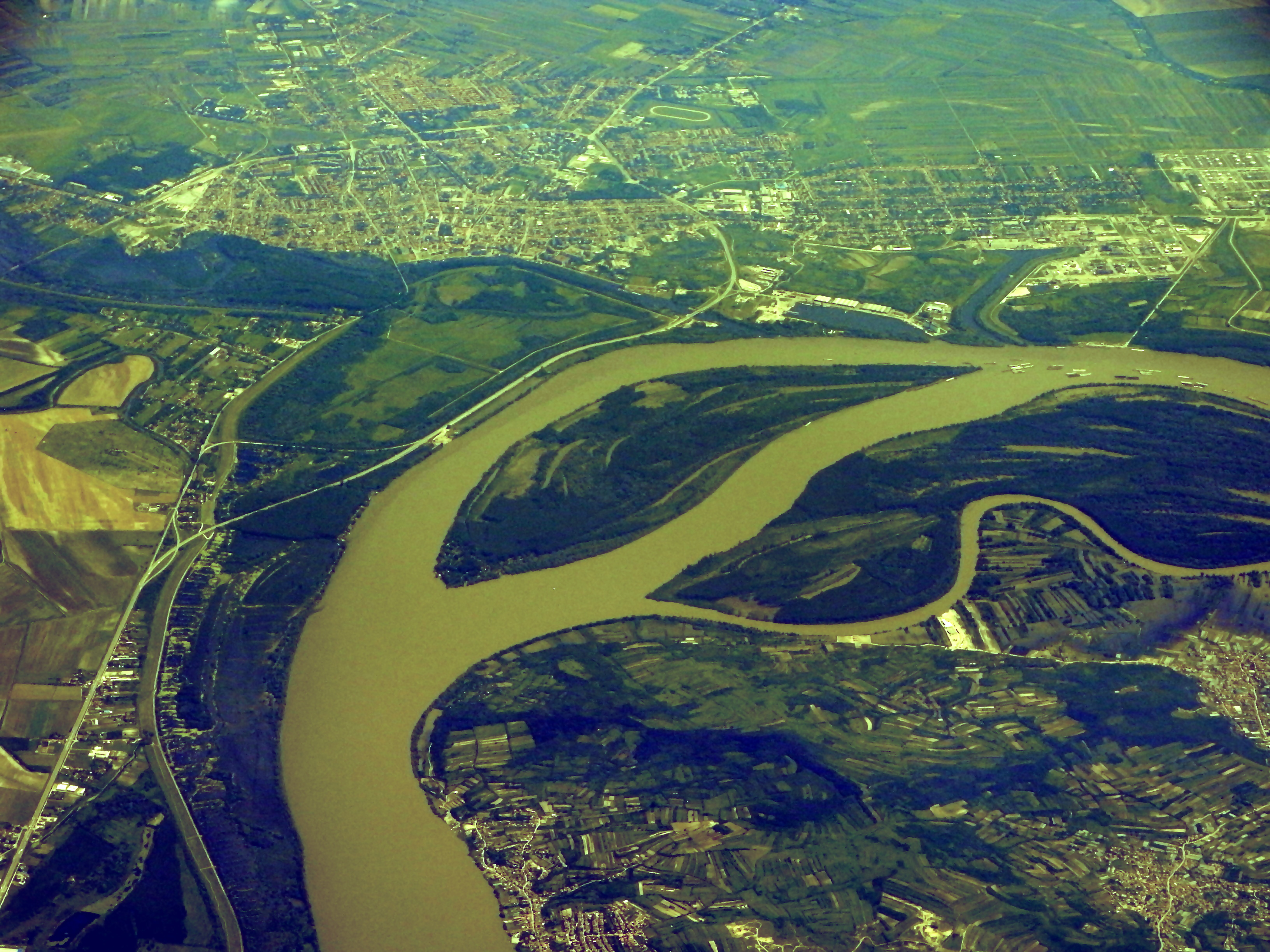
潘切沃俯视图

潘切沃海拔 77 米，坐标北纬 44°54′，东经 20°40′。位于塞尔维亚共和国首都贝尔格莱德东北 18 公里处，蒂米什河与多瑙河交汇处。潘切沃行政区是公认的伏伊伏丁那自治省最温暖的地区，年平均气温为11.3 °C，全年有 100 多个晴天。年平均相对空气湿度为 77%。春末、夏初、秋末、冬初降水量最大。年平均降水量约为 643 毫米。

潘切沃附近多瑙河上的灯塔

潘切沃属于温带大陆性气候地区，有 4 个季节，夏季和秋季漫长而温暖，冬季温和，春季短暂。气候的一个特点是有持续长达三周的斜风、强风和干燥风。除了科萨瓦风以外，西南风、西风和北风也很常见。全年大风日数为 45 天，空气湿度最高的月份是也气温最低的月份（ 11 月、12 月、1 月、2 月）。

### 气候
潘切沃属副热带湿润气候（柯本气候分类法：Cfa）。
| 潘切沃                 | 潘切沃      | 潘切沃      | 潘切沃      | 潘切沃      | 潘切沃      | 潘切沃      | 潘切沃      | 潘切沃      | 潘切沃      | 潘切沃      | 潘切沃      | 潘切沃      | 潘切沃      |
| 月份                   | 1月         | 2月         | 3月         | 4月         | 5月         | 6月         | 7月         | 8月         | 9月         | 10月        | 11月        | 12月        | 全年        |
| ---------------------- | ----------- | ----------- | ----------- | ----------- | ----------- | ----------- | ----------- | ----------- | ----------- | ----------- | ----------- | ----------- | ----------- |
| 平均高温 °C（°F）      | 3.8 (38.8)  | 6.5 (43.7)  | 12.3 (54.1) | 18.0 (64.4) | 23.1 (73.6) | 25.8 (78.4) | 28.3 (82.9) | 28.4 (83.1) | 24.1 (75.4) | 18.3 (64.9) | 10.6 (51.1) | 5.2 (41.4)  | 17.0 (62.7) |
| 日均气温 °C（°F）      | 1.0 (33.8)  | 3.0 (37.4)  | 7.4 (45.3)  | 12.5 (54.5) | 17.2 (63.0) | 20.2 (68.4) | 22.2 (72.0) | 22.2 (72.0) | 18.2 (64.8) | 13.2 (55.8) | 7.1 (44.8)  | 2.4 (36.3)  | 12.2 (54.0) |
| 平均低温 °C（°F）      | −1.7 (28.9) | −0.4 (31.3) | 2.5 (36.5)  | 7.1 (44.8)  | 11.4 (52.5) | 14.7 (58.5) | 16.1 (61.0) | 16.1 (61.0) | 12.3 (54.1) | 8.1 (46.6)  | 3.7 (38.7)  | −0.3 (31.5) | 7.5 (45.5)  |
| 平均降水量 mm（）      | 45 (1.8)    | 43 (1.7)    | 43 (1.7)    | 52 (2.0)    | 68 (2.7)    | 84 (3.3)    | 67 (2.6)    | 46 (1.8)    | 47 (1.9)    | 39 (1.5)    | 53 (2.1)    | 60 (2.4)    | 647 (25.5)  |
| 来源：Climate-Data.org |             |             |             |             |             |             |             |             |             |             |             |             |             |

## 行政区划

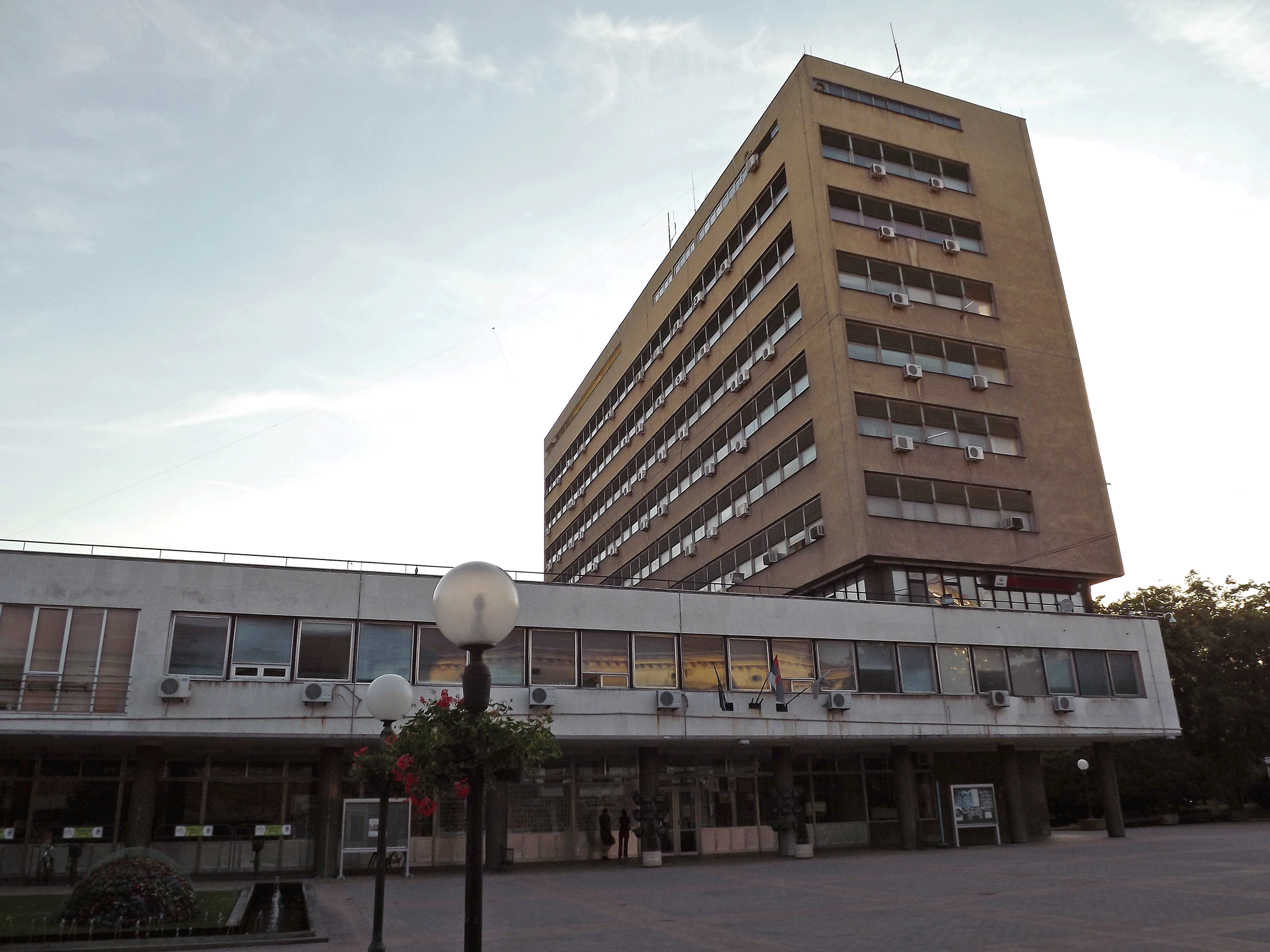
主要市政建筑

潘切沃市的行政管辖区由包含 8 个乡镇、2 个城区的 10 个管辖区（mesna zajednica，塞尔维亚语，单数；缩写 "MZ"）组成，潘切沃的 8 个城区由 8 个当地社区和剩余几个部分组成。

### 行政区域结构
| 社区 (MZ) | Banatski Brestovac | Banatsko Novo Selo | Dolovo  | Glogonj | Ivanovo | Jabuka | 卡查雷沃 | Omoljica | 斯塔尔切沃 | 潘切沃城区 |
| --------- | ------------------ | ------------------ | ------- | ------- | ------- | ------ | -------- | -------- | ---------- | ---------- |
| 面积(km2) | 61,905             | 98,955             | 117,176 | 42,775  | 42,567  | 51,786 | 39,706   | 77,262   | 62,066     | 161,373    |

当前行政区划与历史行政区划不同。从 1946 年到 1959 年，历史行政区划（Srez）由 23 个社区组成，包括今天的社区以及 Baranda、Borča、Crepaja、Debeljača、Idvor、科瓦契察、奥波沃、奥夫查、Padina、Sakule、Sefkerin、Uzdin 和沃伊洛维察。 1978 年，沃伊洛维察划入潘切沃城区。

### 城区行政区划
Centar 区：
- Donji grad
- Zelengora

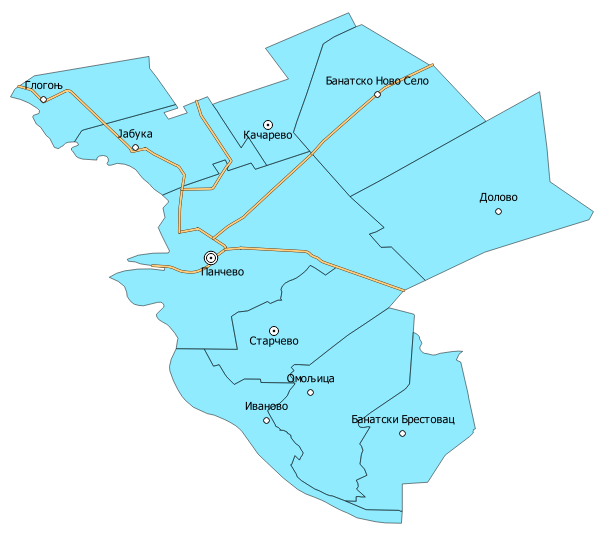
潘切沃行政区划

- Mali London (Mali Rit)
- Sodara
- Topola
- Utvina kolonija

Gornji grad 区：
- Karaula
- Skrobara

Kotež 区：
- Kotež 1
- Kotež 2

Mladost 区：
- Kudeljarski nasip
- Stara Misa
- Misa vinogradi (Nova Misa)

Stari Tamiš 区
Strelište 区
Tesla 区
沃伊洛维察区

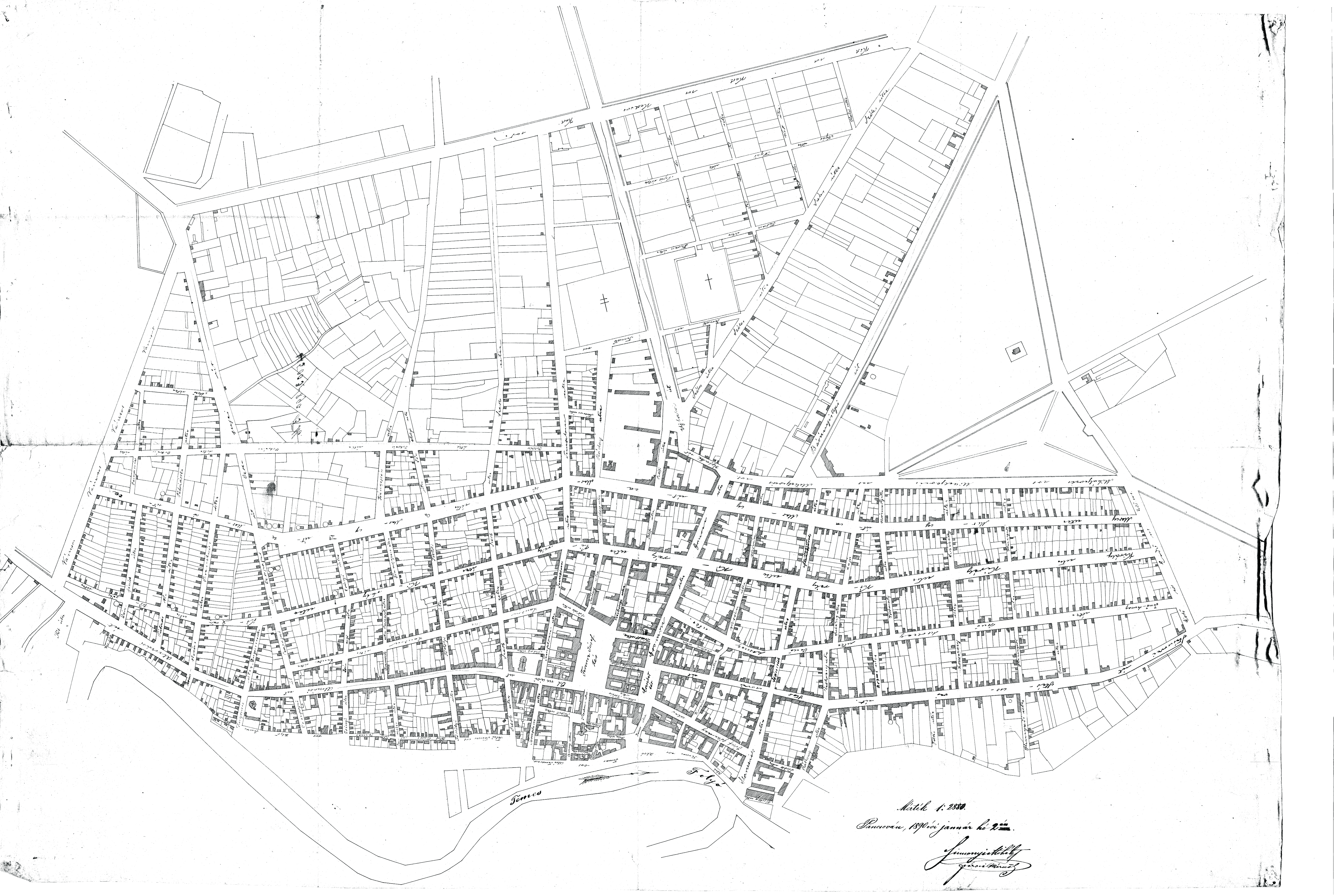
1890 年潘切沃平面图
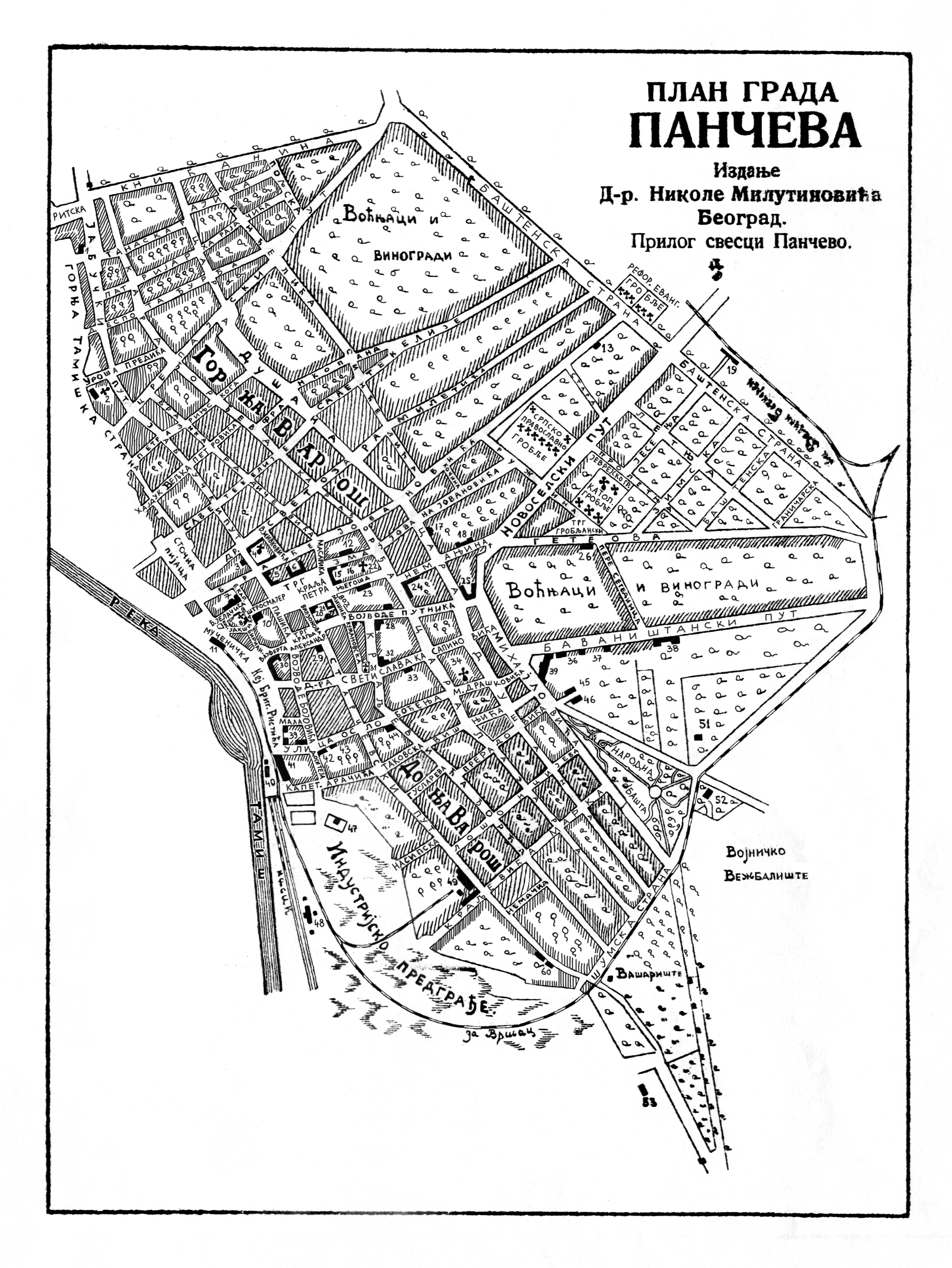
1921 年潘切沃平面图
- 1922 年潘切沃平面图

## 人口统计

### 市辖区人口
| 年   | 1961   | 1971    | 1981    | 1991    | 2002    | 2011    | 2022    |
| ---- | ------ | ------- | ------- | ------- | ------- | ------- | ------- |
| 总计 | 93,744 | 110,780 | 123,791 | 125,261 | 127,162 | 123,414 | 115,454 |

### 市区人口统计
| 年   | 1869   | 1890   | 1910   | 1931   | 1948   | 1961   | 1981   | 2002   | 2011   | 2022   |
| ---- | ------ | ------ | ------ | ------ | ------ | ------ | ------ | ------ | ------ | ------ |
| 总计 | 16,888 | 17,948 | 20,808 | 22,089 | 30,516 | 46,679 | 71,801 | 77,087 | 76,203 | 73,401 |

### 按种族划分的市区人口统计
| 年   | 总计    | 塞尔维亚人 | 马其顿人 | 匈牙利人 | 罗马尼亚人 | 罗姆人 | 斯洛伐克人 | 克罗地亚人 | 其他民族 |
| ---- | ------- | ---------- | -------- | -------- | ---------- | ------ | ---------- | ---------- | -------- |
| 2011 | 123,414 | 97,499     | 4,558    | 3,422    | 3,173      | 2,118  | 1,411      | 880        | 10,353   |

## 文化

### 教育
潘切沃境内有 11 所公立小学和 9 所公立中学。

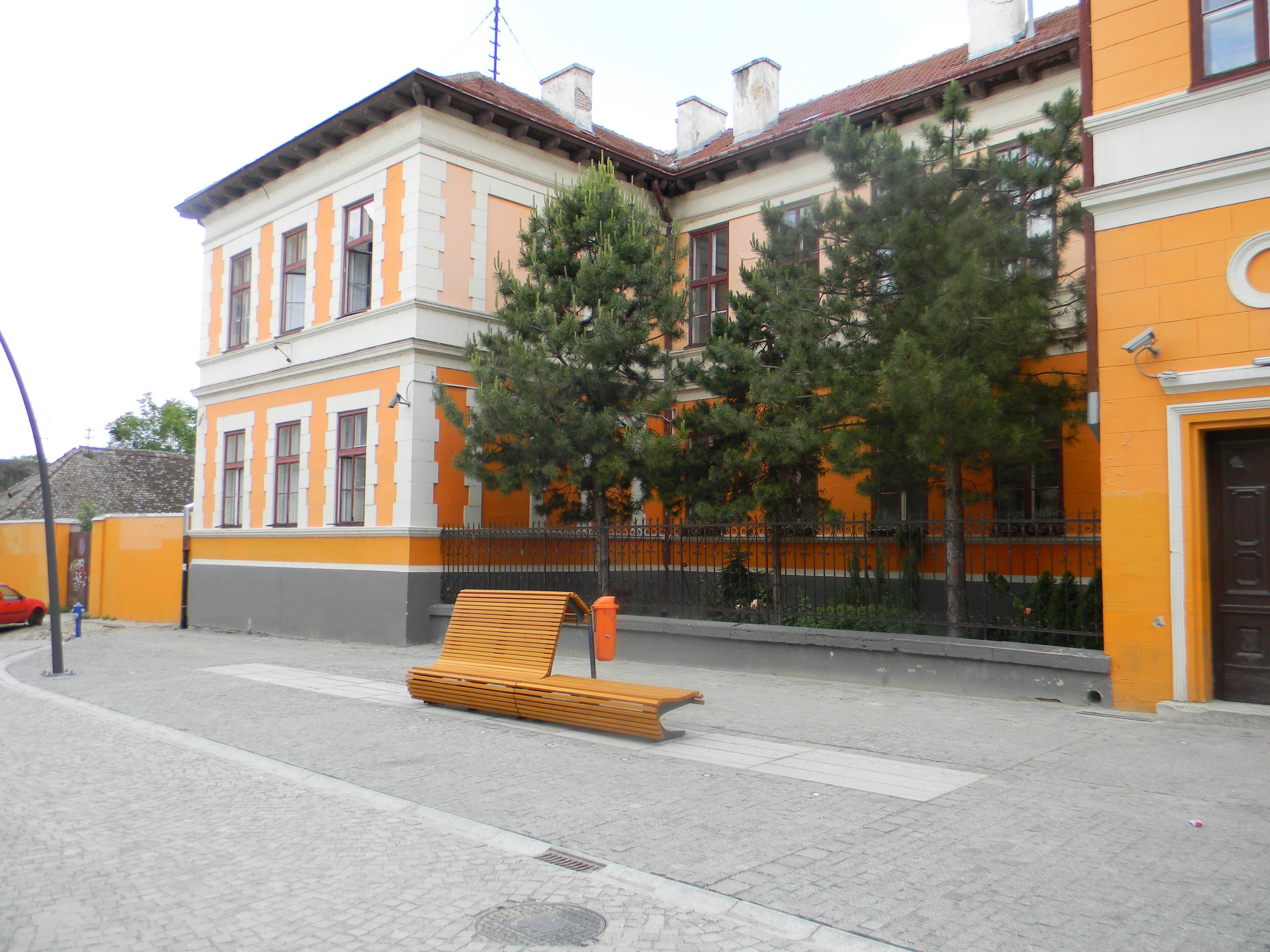
"Uroš Predić" 体育学校

#### 小学
* OŠ "Miroslav Mika Antić"
* OŠ "Bratstvo jedinstvo"
* OŠ "Vasa Živković"
* OŠ "Đura Jakšić"
* OŠ "Jovan Jovanović Zmaj"
* OŠ "Stevica Jovanović"
* OŠ "Borisav Petrov Braca"
* OŠ "Isidora Sekulić"
* OŠ "Sveti Sava"
* OŠ "Branko Radičević"
* ŠOSO "Mara Mandić"

#### 中学

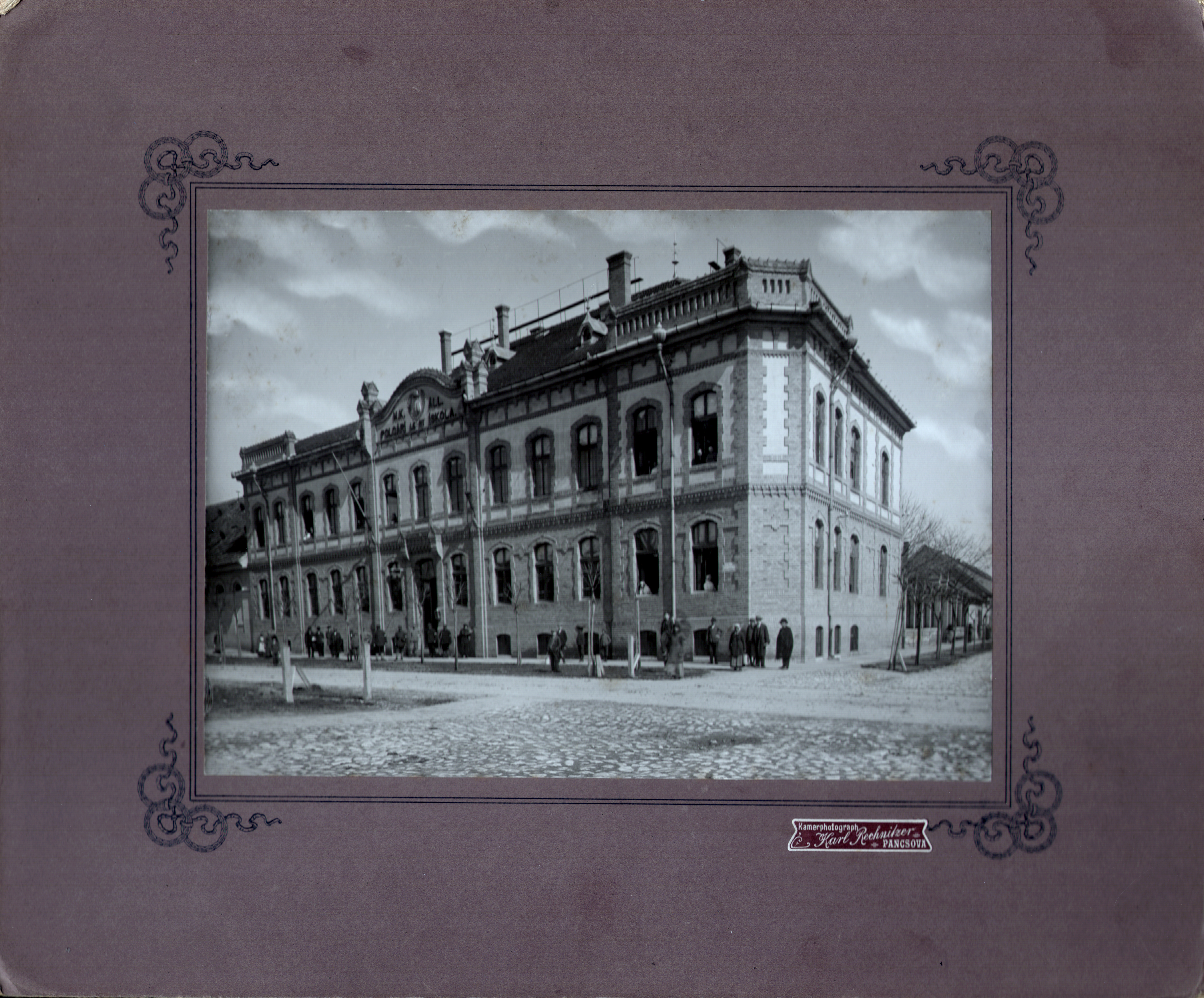
匈牙利皇家国立女子公民学校（现“尼古拉·特斯拉”电气工程学院）

* Gimnazija "Uroš Predić" （"Uroš Predić" 体育学校）
* Elektrotehnička škola "Nikola Tesla" （“尼古拉·特斯拉”电气工程学院）
* Tehnička škola "23. maj"
* Mašinska škola "Pančevo"
* Ekonomsko-trgovinska škola "Paja Marganović"
* Medicinska škola "Stevica Jovanović"
* Poljoprivredna škola "Josif Pančić"
* Muzička škola "Jovan Bandur"

#### 大学和学院
潘切沃有一所高等学院——潘切沃牙科学院，该学院自 2002 年开始运营，吸引了来自塞尔维亚各地和国外的学生。

### 文化机构和活动

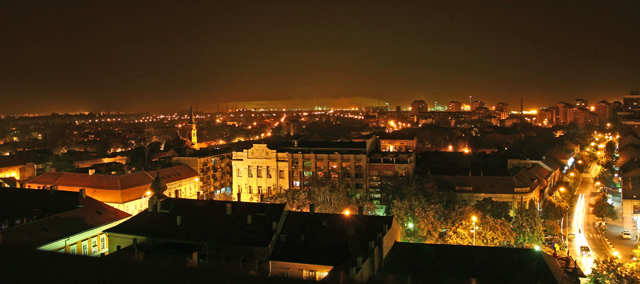
潘切沃市中心的夜晚

该市最古老、最传统的文化机构是塞尔维亚教会合唱协会，成立于 1838 年，也是当今塞尔维亚现存最古老的合唱协会。自成立以来，所有值得尊敬的合唱团指挥中最著名的可能是达沃林·延科 (Davorin Jenko)，他于 1863 年至 1865 年间指挥合唱团。目前，合唱团第四次由女性连续指挥。该市最重要的文化中心（Kulturni Centar Pančeva）位于该市前剧院大楼内，该大楼成立于 1947 年，名为国家剧院，与诺维萨德国家剧院合作进行戏剧制作。 1956年，该镇政治当局决定创建一个代表各种艺术的文化中心。该中心设有现代艺术画廊，并不断举办艺术双年展 (Bijenale umetnosti)、Ethno.com 音乐节和 Pančevački 爵士音乐节等来自世界各地艺术家的节日。此外，每年还与贝尔格莱德国家剧院和其他著名机构合作演出一些戏剧作品。 2012年，中心出版了 Zigomar 漫画所有热门故事合集。自 1977 年以来，青年之家 (Dom omladine) 成为 Rukopisi（手抄本）活动的举办地，每年都会有年轻作家亮相。该设施还推广许多其他活动，例如 FreeDOM 艺术节。还有值得一提的连续举办的PAFF电影节，在地区之外享有盛誉。过去，这座城市曾是许多国内外电影作品的拍摄地，包括著名电影《 La Tour, prends garde! 》、《 The Mongols 》、《 I Even Met Happy Gypsies 》、《 Balkan Express 》、《 Black Cat, White Cat 》和《科利奥兰纳斯》 。

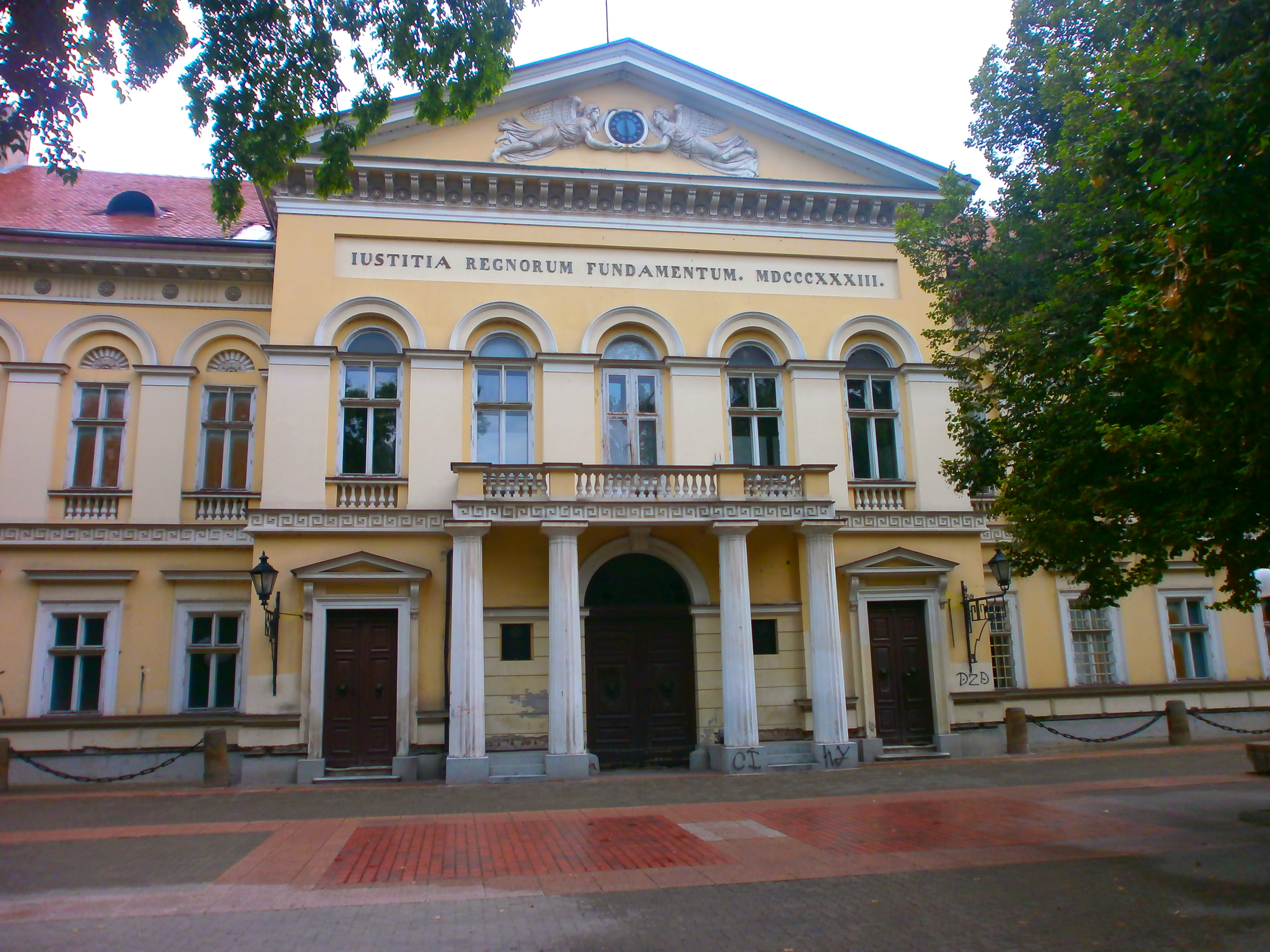
国家博物馆

国家博物馆成立于 1923 年，几十年来一直坐落在新古典主义风格的原市政厅内。该机构拥有有价值的永久展览，是伏伊伏丁那最重要的博物馆之一。 Vajfert 啤酒厂位于镇中心，是当今塞尔维亚最古老的啤酒厂，由来自布拉迪斯拉发的亚伯拉罕·凯皮什 (Abraham Kepiš) 于 1722 年创立。该啤酒厂由 Vajfert 家族经营了几代，其中最著名的代表是 Đorđe Vajfert。这座建筑群在 2008 年关闭、2010 年一场大火之后，近年来已成为一片废墟。 2015 年，该市开始实现振兴工业遗产的概念，次年，Đorđe Vajfert 啤酒博物馆在奥地利和德国大使的见证下开幕。同年，首次举办了名为 "Vajfert Days" 的新夏季节日。主办方的目的是提升城市的旅游、文化、艺术和经济潜力。这座城市的档案馆建于 1947 年，位于曾经的奥匈帝国陆军的军营内。该档案馆收集并保存了各个世纪以来该镇的历史资料。

### 狂欢节
自 2004 年以来，每年 6 月的 Pančevački 狂欢节成为塞尔维亚最重要的同类活动。该活动的亮点是穿过中心的游行，每年有超过 3,000 名国际参与者和多达 100,000 名游客。该城市是欧洲狂欢节城市联合会的成员。
潘切沃狂欢节属于城市类型的狂欢节，传统上活动的开幕式是由市长将城市钥匙交给潘切沃狂欢节的主人，这象征着在这一天，这座城市是由狂欢节主义者统治的。狂欢节庆祝活动包括欢迎国内外宾客的节目、女乐队主唱表演、国外团体的表演、多个舞台的音乐会以及伴随节目“城市中心的狂欢节”中的其他内容。众多咖啡馆和餐厅 - 蒙面 DJ 晚会、嘉年华派对、主题展览、小丑表演、桑巴舞者、壮观的烟花等。

### 运动
镇上有一些受欢迎的体育俱乐部：足球队 FK Železničar Pančevo、女子足球俱乐部 ŽFK、篮球俱乐部 KK Tamiš 和美式足球队 Pančevo Panthers。目前，最成功的运动员是居住在该市的 Slobodan Bitević 。 Dušan Borković 是来自潘切沃的塞尔维亚赛车手，他是2012年欧洲爬坡锦标赛和2015年欧洲房车杯赛两届欧洲冠军，也是 2016 年至 2020 年塞尔维亚国民议会议员。
还成立了许多体育俱乐部，涉及体育运动的各个分支（足球、篮球、手球、排球、水球、赛艇、田径、射箭、国际象棋、曲棍球、橄榄球、合气道、柔道、空手道、拳击、铁人三项...... 国际水平的王牌出现和发展，例如一些最著名的 Julije Bauer（田径）、Obrad Sretenović、Branislav Petrić 和 Karolj Lajko（拳击）、Stevan Bena（足球）、Branislav Pokrajac （手球），Vladimir Jorga 和 Ilija Jorga 兄弟（空手道），纳贾·希格尔（游泳）， Vladimir Savić（铁人三项），Čaba Siladji（游泳）。
根据塞尔维亚共和国政府的法令，来自潘切沃的十二名运动员在当之无愧的运动员中占有一席之地，这些运动员为塞尔维亚的体育事业做出了特殊贡献，并在奥运会、欧洲锦标赛和世界锦标赛上获得了奖牌。那些是：
佐兰·加伊奇（排球）、Magdalena Herold（射箭）、米伦科·托皮奇（篮球）、Olivera Kecman（手球）、Biljana Balać（手球）、Bogosav Perić、德扬·佩里奇、Milan Krstić、Nadežda Abramović-Stanojević（手球）、Leposava Ninković-Spasić（手球）、Miroslav Jočić（柔道）、Slavko Stanišić（柔道）和纳贾·希格尔（游泳）。

### 公园
公园一直是潘切沃的重要组成部分。潘切沃最古老的公园是国家公园。根据潘切沃首任城镇规划师 Mihovil Mihaljević 元帅的命令，国家公园于 1829 年建成。当时的规划者按照德国公园的模式组织了这个空间，综合了法国和英国公园的元素。 20 世纪 60 年代，国家公园中心的音乐亭被拆除，取而代之的是一座带有不明石雕的喷泉。期间，公园的围栏也被拆除。 1969 年，《Pancevac》创始人兼编辑 Jovan Pavlović 的半身像被放置在国家公园正门前的高地上。 2008 年中期，国家公园进行了全面翻修——喷泉被拆除，取而代之的是一座与 1905 年类似的音乐亭。

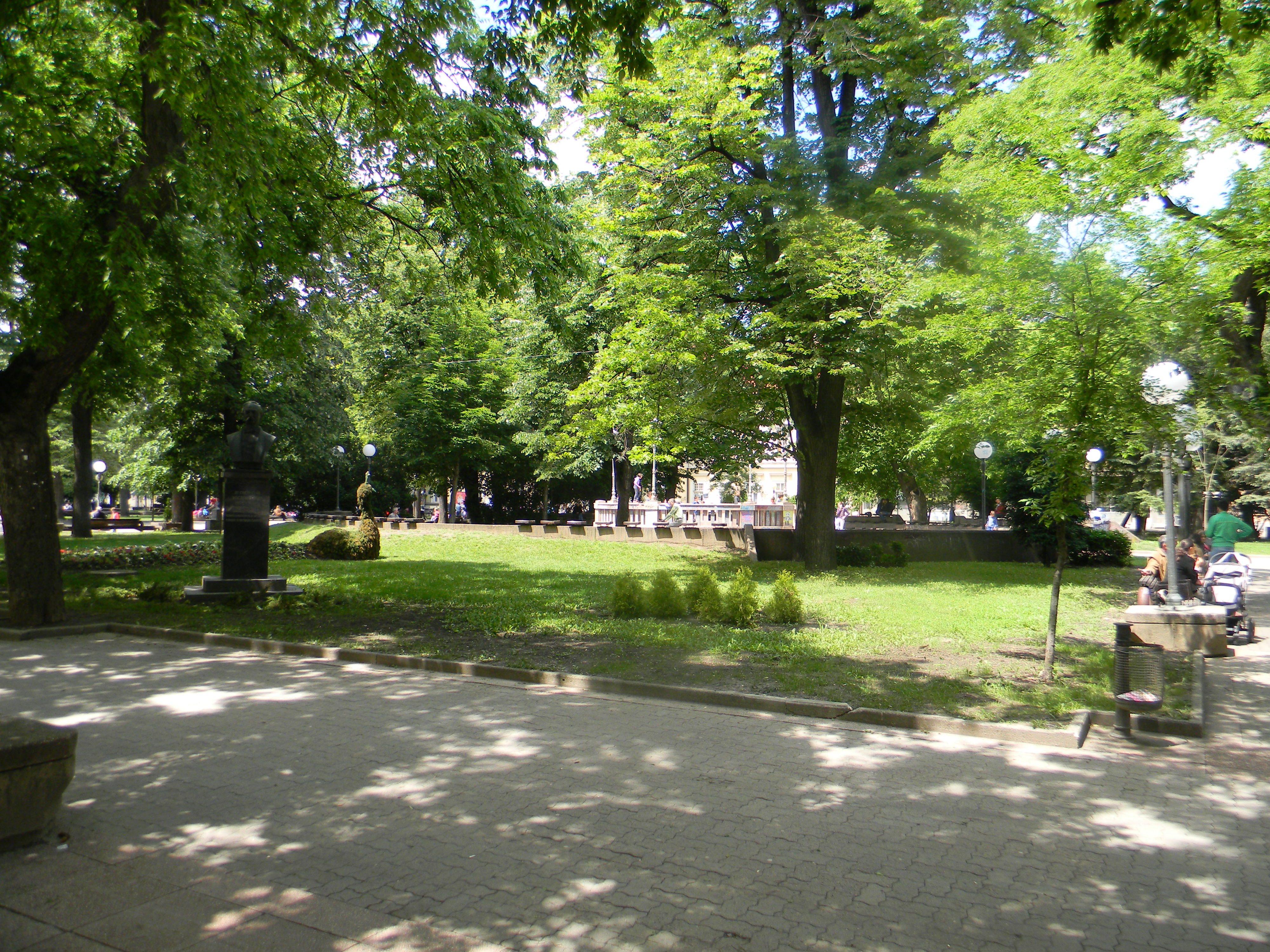
Centralni gradski park （中心城市公园）
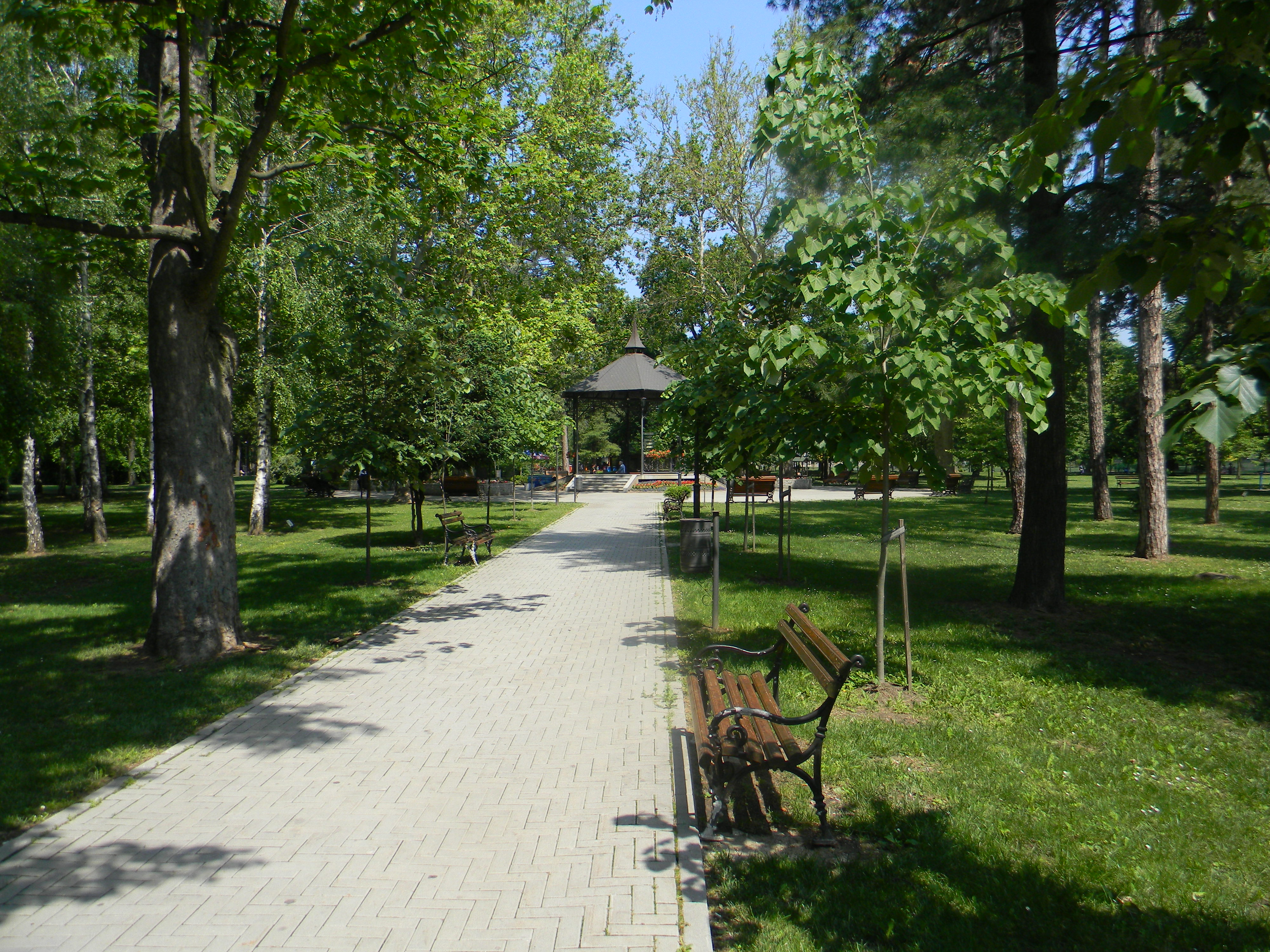
Narodna Bašta （国家公园）
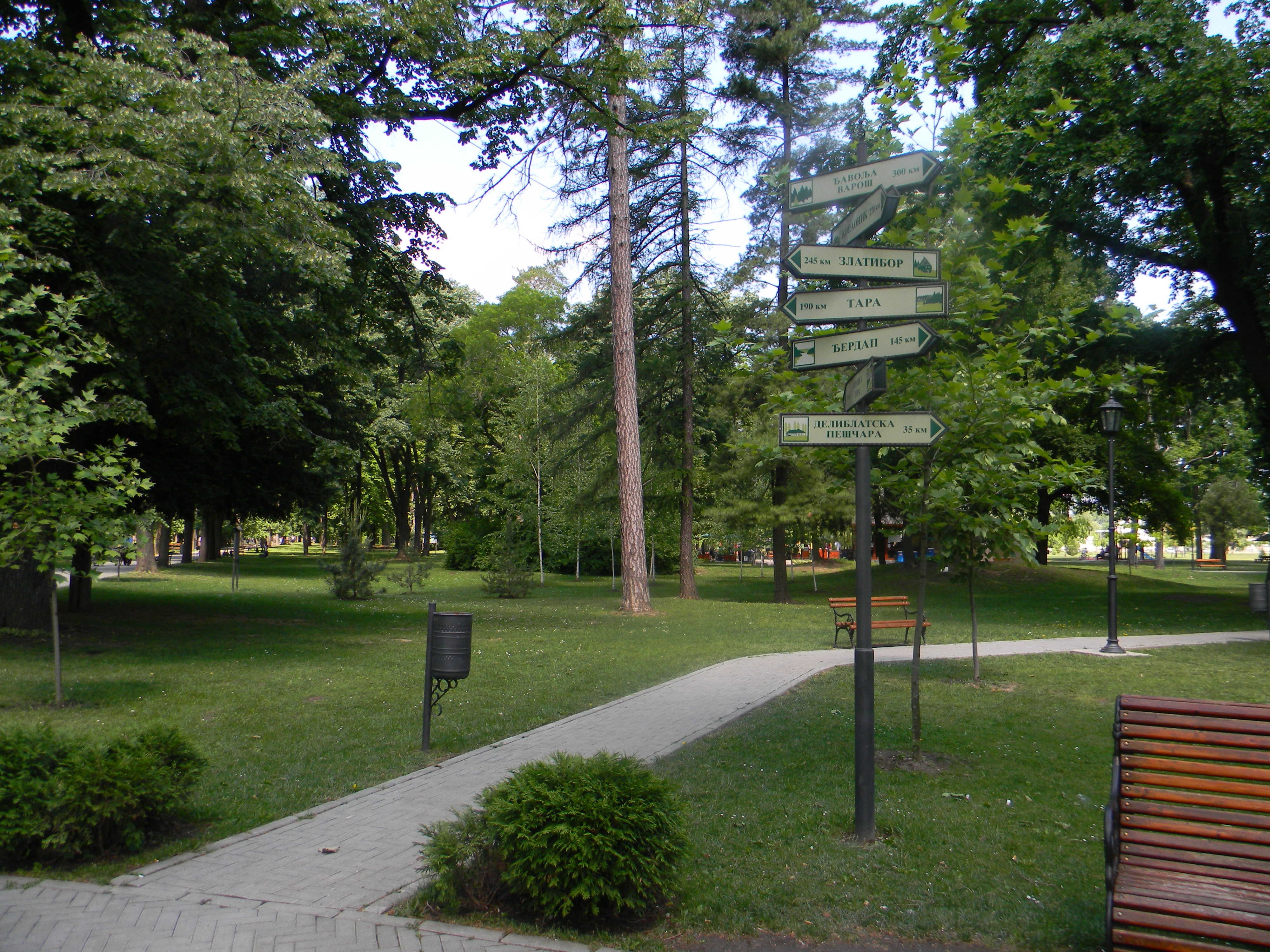
Narodna Bašta （国家公园）
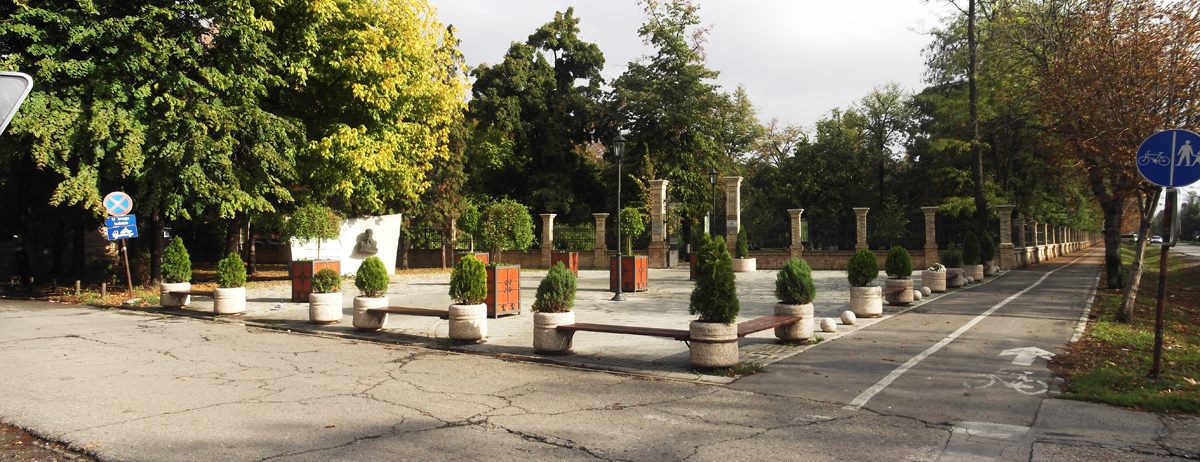
Plato ispred Narodne bašte （国家公园前的高原）
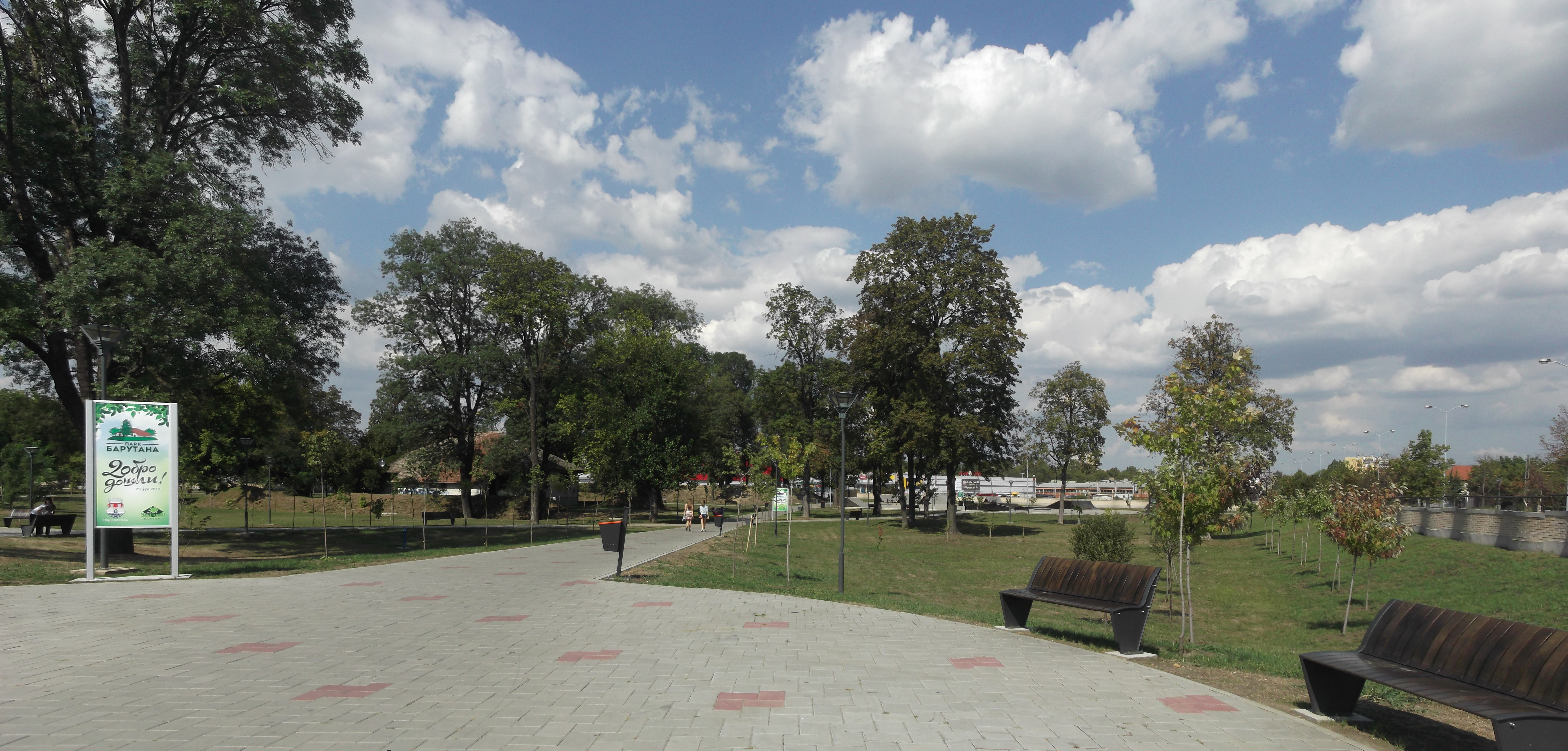
Barutana （巴鲁塔纳公园）

#### 国家公园
国家公园是潘切沃最大的公园，建于 1829 年，是根据 Mihovil Mihaljević 元帅的想法和概念项目创建的，他希望潘切沃能够效仿中欧其他城市建立一个公园。自成立以来，已进行了四次重建。 1905 年是该公园的重要年份，当时在那里举办了大型世界农业和工业展览会，旨在向巴尔干地区和欧洲介绍潘切沃的手工艺、农产品和工业。最后一次重建工作于 2008 年开始，当时以大量土方工程的形式对前苗圃的土地进行了准备，并清理了该区域并将公园扩大到另外 5 公顷。国家公园最有价值的当然是其多样化的生物基金。最珍贵的树木标本是栎树——莎草橡树，估计已有一百多年的树龄。

#### 巴鲁塔纳公园
巴鲁塔纳公园曾经是一个军事设施，如今它是一个正在建设中的公园 - 一个极限运动公园。公园建设于 2011 年开始，修建了道路、高地，安装了新的基础设施、照明、公共喷泉、长凳，建造了现代化的滑板公园，这是塞尔维亚第一个用于运动攀岩的混凝土人造岩石。公园还设有多功能圆形剧场、室外健身房和适合年龄较大儿童的游乐场。

### 灯塔
在蒂米什河和多瑙河的交汇处，潘切沃，有全多瑙河唯一的一对灯塔。Tamiš 岛上的塔楼建于 1909 年，成为潘切沃的标志，许多人称其为“城市的水门”。灯塔建于多瑙河轮船交通的黄金时代。灯塔是潘切沃唯一的一对。没有塔楼的交通几乎是不可想象的，特别是在上世纪初，当时决定通过开挖运河来缩短蒂米什河的航程。
塔神殿是用黄砖建造的，放置在一个用石头砌成的圆形土基上。它们被建造成三条带，由红色异型砖装饰边框水平划分，该装饰边框框住了入口门和窗玻璃。塔楼顶部有覆盖着圆锥形屋顶的露台，支撑着光源。建造塔楼的砖块上刻有各种信息和名称。
这些塔楼于 2018 年进行了全面翻修，只能从水中进入。

### 非物质文化财产
| 摄影 | 名称                                                                                   | 地址                    | 文化财产分类                     |
| ---- | -------------------------------------------------------------------------------------- | ----------------------- | -------------------------------- |
|      | Manastir Vojlovica （沃伊洛维察修道院）                                                | Spoljnostarčevačka bb   | 具有特殊重要性的文化纪念碑       |
|      | Srpska pravoslavna crkva Svetog Preobraženja Gospodnjeg （塞尔维亚东正教主显圣容教堂） | Dimitrija Tucovića      | 具有特殊重要性的文化纪念碑       |
|      | Zgrada Magistrata （治安官大楼）                                                       | Trg kralja Petra I 7    | 具有重要意义的文化纪念碑         |
|      | Uspenska crkva （圣母升天教堂）                                                        | Dimitrija Tucovića 8    | 具有重要意义的文化纪念碑         |
|      | 蒂米什河与多瑙河交汇处的灯塔                                                           | -                       | 具有重要意义的文化纪念碑         |
|      | Zgrada Narodne pivare （国家啤酒厂建筑）                                               | Kej Radoja Dakića       | 具有重要意义的文化纪念碑         |
|      | Zgrada na Trgu kralja Petra I 11 （Trg kralja Petra I 11 处的建筑）                    | Trg kralja Petra I 11   | 具有重要意义的文化纪念碑         |
|      | Zgrada na Trgu kralja Petra I 8-10 （Trg kralja Petra I 8-10 处的建筑）                | Trg kralja Petra I 8-10 | 具有重要意义的文化纪念碑         |
|      | Zgrada u ulici Dimitrija Tucovića 2 （ulica Dimitrija Tucovića 2 处的建筑）            | Dimitrija Tucovića 2    | 具有重要意义的文化纪念碑         |
|      | Zgrada u ulici Nikole Tesle 3 （ulica Nikole Tesle 3 处的建筑）                        | Nikole Tesle 3          | 具有重要意义的文化纪念碑         |
|      | Staro gradsko jezgro （老城中心）                                                      |                         | 具有重要意义的空间文化和历史单位 |
|      | Železnička stanica Tamiš （Tamiš 火车站）                                              | Trg mučenika 1          | 重要的文化纪念碑                 |
|      | Zgrada Opšte bolnice （综合医院大楼）                                                  |                         | 重要的文化纪念碑                 |
|      | Javno parno kupatilo （公共蒸汽浴室）                                                  |                         | 重要的文化纪念碑                 |
|      | Zgrada Gimnazije "Uroš Predić" （"Uroš Predić" 体育馆大楼）                            | Ignjata Barajevca 5     | 重要的文化纪念碑                 |
|      | Gajićeva apoteka （加伊奇药房）                                                        | Svetozara Miletića 11   | 重要的文化纪念碑                 |
|      | Kaćurina štamparija （卡库拉印刷厂）                                                   | Đure Jakšića 1          | 重要的文化纪念碑                 |
|      | Kuća Dude Boškovića （杜达·博斯科维奇故居）                                            | Braće Jovanovića 17     | 重要的文化纪念碑                 |
|      | Kuća Tanackovića （塔纳科维奇故居）                                                    | Kosovska 1              | 重要的文化纪念碑                 |
|      | Zgrada Istorijskog arhiva （历史档案馆大楼）                                           | Nemanjina 7             | 重要的文化纪念碑                 |
|      | Crkva Sv. Ane （潘切沃圣安妮罗马天主教堂）                                             | Oslobođenja 72          | 重要的文化纪念碑                 |
|      | Crveni magacin                                                                         | Dr Žarka Fogaraša 2     | 重要的文化纪念碑                 |
|      | Spomenik streljanim rodoljubima iz Borče （博尔察被枪杀的爱国者纪念碑）                | Obala Tamiša bb         | 重要的文化纪念碑                 |
|      | Spomenik osnivačima Pančevačke gimnazije （潘切沃高中创始人纪念碑）                    | Dimitrija Tucovića      | 重要的文化纪念碑                 |
|      | Zgrada u ulici Braće Jovanovića 13 （ulica Braće Jovanovića 13 处的大楼）              | Braće Jovanovića 13     | 重要的文化纪念碑                 |

### 具有特殊重要性的文化古迹
潘切沃市境内拥有最丰富的文化古迹，总共 55 处。其中特别重要的 3 处，非常重要的 13 处，文化古迹 39 处。

#### Manastir Vojlovica （沃伊洛维察修道院）
沃伊洛维察修道院位于潘切沃炼油厂内，毗邻潘切沃。 沃伊洛维察的成立宪章由暴君斯特凡颁布，可追溯至 1405 年。 1752 年，单中殿的教堂建筑中又增加了一座圣坛，其中有半圆形祭坛后殿、矩形唱诗班空间、中殿上方有一个八角形圆顶，上方有一个盲圆顶 圣坛。 1836 年，一座高大的巴洛克式钟楼建成。 教堂的巴洛克式外观，除了特色的钟楼外，还得益于门廊花环上方台阶上的一系列半圆形拱廊。 18 世纪末，人们修建了住所，对寺庙的内墙进行了粉刷，并制作了一座高高的巴洛克式圣像壁，其作者是来自潘切沃的画家 Aksentija。 第二次世界大战期间，Nikolaj Velimirović 主教和 Gavrilo Dožić 主教被囚禁于此。 从 1964 年开始兴建炼油厂到 1987 年期间，修道院一直处于闲置状态。 1987 年至 1991 年的修复和重建使其重新焕发活力。

#### Crkva Svetog Preobraženja （圣显圣容教堂）
圣显容教堂位于 Dimitrija Tucovića。它建于 1873 年至 1878 年间，位于 18 世纪初的一座教堂遗址上，根据建筑师 Svetozar Ivačković 的设计，采用新拜占庭风格。它是一座单中殿建筑，有一个十字形底座，有一个巨大的圆顶和一个像中世纪柴堆一样分开的高大钟楼。精心设计的立面装饰有轮廓丰富的屋顶飞檐、多部分窗户开口以及半圆形饰面和蕾丝花饰。主要建筑工程由来自贝尔格莱德的 Franja Erlmajer 和来自潘切沃的 Mihajlo Tomić 进行。圣像隔断由 Uroš Predić 本着学术现实主义精神于 1911 年绘制。以历史作品为主的壁画由 Stevan Aleksić 完成。
Uspenska crkva （圣母升天教堂）
圣母升天教堂建于 1801 年至 1810 年间，由 Karađorđe 等国家捐助者捐款建造。它的构思秉承巴洛克精神，并强调古典主义元素。这是一座单中殿建筑，后殿为半圆形。西立面以华丽的大门为主，由两座高大的细长钟楼构成。建筑体量的水平和垂直划分强调了立面精美的塑料装饰。坚固的柱子与角柱和倾斜的壁柱的交替有助于营造追求高度的印象。特别注意多异形屋顶檐口和优雅的科林斯柱头的处理。 1832 年的圣像隔断画是 Konstantin Danilo 的第一个主要订单。

#### Crkva Sv. Ane – Vajfertova kapela （圣安妮罗马天主教堂）
圣安妮罗马天主教堂由 Đorđe Vajfert 于 1923 年建造，作为家庭教堂。这是一座南北向的单中殿建筑，有一座钟楼和一个圣器收藏室，在主体建筑中脱颖而出。从风格上看，它属于折衷主义建筑，立面、钟楼和分散的屋顶表面以新艺术风格为主，西立面和祭坛空间内部是新哥特式的，而双佛堂则显示出拜占庭建筑的影响。入口门廊的山墙部分采用浅灰泥装饰，并饰有两个对称放置的天使雕像。建筑的西立面有一个带有新哥特式半圆形拱形开口的门廊。窗户和花饰采用彩色玻璃技术上釉。教堂和钟楼的外墙装饰有四叶形元素。教堂旁边还有一座四合院建筑，基座为长方形，立面为新艺术风格。

#### Zgrada Magistrata （治安官大楼）
根据海曼少校的规划，治安官大楼建于 1833 年至 1838 年间，是一座行政建筑，在主要城镇广场上占据主导地位。今天，它是国家博物馆的所在地。它是一座典型的大型建筑，具有古典主义风格，底座呈字母“P”形状。它有一层和一层，立面轴线上有一个突出的中央立面，有门户，柱子支撑着一个带有栏杆的阳台和一个鼓室，其壁龛中浮雕着带翅膀的人物、仙女和时钟。底层有矩形窗户，带有异形框架和坚固的横梁，而一楼的窗户是半圆形的仪式大厅由来自诺维萨德的画家 Julije Sajdl 于 1838 年装饰。

#### Graničarska kuća （边防官邸）
边防官邸建于 18 世纪末，具有巴洛克风格特色，是潘切沃保存最古老的城市建筑之一。它是一座带有“L”形底座的角层建筑。屋顶很高，镂空，有阁楼窗户。立面处理简单，无需装饰。上部保留了窗洞的原始外观，呈长方形，框架浅而简单，而底层则因商店橱窗的开口而受到干扰。立面较窄的部分中间有一个具有代表性的阳台，阳台上有锻铁栅栏，放置在带有花卉装饰的控制台上。

#### Štapska zgrada （教职员楼）
教职员楼建于 1830 年左右。罗马天主教会市政府于 1892 年购买了这座建筑，并于 1894 年根据 Karl Hefner 的计划进行了翻修。立面简洁、严谨的处理，具有军事建筑的特点，接受了新文艺复兴时期的装饰元素。它的底座呈倒置的“P”字形。建筑的主体部分面向广场，有三个折边金字塔形状的圆顶。圆顶的圆孔镶有阁楼上的装饰图案。在建筑的北翼，底层的拱顶和楼梯的天花板上都涂有 1896 年的画作。

### 媒体
Pančevac 周报是塞尔维亚现存最古老的印刷媒体之一，创刊于 1869 年。 Libertatea 周报是塞尔维亚罗马尼亚人使用最广泛的印刷媒体，第一版于 1945 年 5 月出版。当地使用最多的大众媒体是 RTV 潘切沃。该电视台于1992年开始播出节目。

## 交通
潘切沃市代表着巴纳特南北道路上的“门户”，即与塞尔维亚其他地区的联系。有一个分支道路网络将潘切沃与许多城市和定居点连接起来： A 类的欧洲 E70 国际公路（贝尔格莱德 - 潘切沃 - 弗尔沙茨 - 蒂米什瓦拉）、 IB 级国道 IB-14 高速公路（潘切沃 - 科温 - Ralja）和 IIA 级国道 IIA-130 高速公路（Ečka - 科瓦契察 - Jabuka - 潘切沃）。

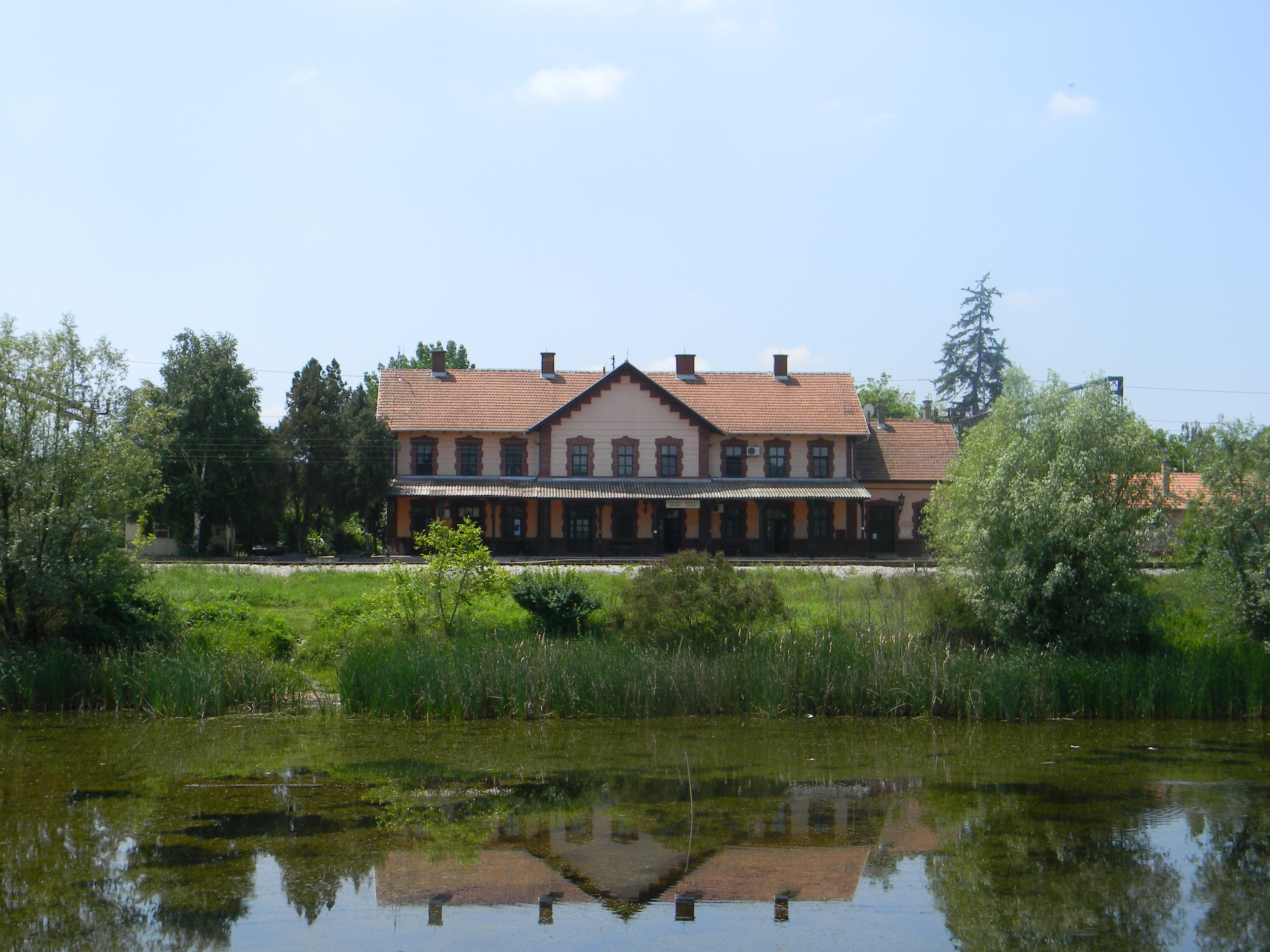
潘切沃城际火车站

潘切沃是一个非常重要的铁路交通枢纽。它通过贝尔格莱德 - 潘切沃 - 弗尔沙茨 - 蒂米什瓦拉铁路走廊与罗马尼亚相连，并通过潘切沃 - 兹雷尼亚宁 - 基金达铁路走廊与基金达相连。潘切沃是贝尔格莱德 Beovoz 城市铁路的组成部分，拥有四个车站： Železnička stanica Pančevo Vojlovica （潘切沃 - 沃伊洛维察站）、Železnička stanica Pančevo Strelište、潘切沃城际火车站和潘切沃火车总站）。
国际河港“多瑙河”AD 港潘切沃，位于多瑙河 1153 公里处，处于泛欧 VII 号河运走廊和 X 号公路、铁路交通走廊的交汇处，连接东南欧市场。面积 94 公顷，水域面积21公顷。这是该地区最大的河港，也是塞尔维亚最大的河港。
潘切沃距离贝尔格莱德“尼古拉·特斯拉”国际机场 40 公里。在潘切沃北部，有一个载入世界航空史的体育机场， 1932 年 3 月 25 日，巴黎-伊斯坦布尔航线潘切沃-布加勒斯特航段上进行了首个夜间航班。
环贝尔格莱德高速公路的最后一段— C 段即将建设，高速公路的出口将在沃伊洛维察与斯塔尔切沃之间，届时潘切沃居民也可通过沃伊洛维察经 C 段高速公路到达贝尔格莱德。潘切沃与贝尔格莱德之间将会有两条公路，大大缓解当前的 E-70 段高速公路的交通压力。
在潘切沃市境内，城市和郊区公共交通由潘切沃的“Pantransport”公司负责。市内公交线路有：
- 2 Kotež 2 — Centar — Dolovo;
- 3 Jabuka — fabrika aviona — Novo groblje — Stari Tamiš;
- 4 Centar — Minel;
- 5A Minel — Centar — RNP;
- 6 Centar — Strelište — Vojlovica （沃伊洛维察）;
- 7 Jabuka — fabrika aviona — Strelište — RNP;
- 8 Tesla - RNP — Starčevo;
- 9 Pančevo — Banatsko Novo Selo;
- 14 Kotež 2 — Centar — Omoljica;
- 22 Pančevo — Glogonj;
- 24 Pančevo — Kačarevo
- 25 Pančevo — Banatski Brestovac;
- 27 Pančevo — Ivanovo.

## 地标
这个城市最著名和最著名的部分之一是公园。它位于潘切沃的中心。公园和 Kralj Petar 广场代表着城市的“肺”。
2021 年底，公园重建工作开始。 JKP Zelenilo 聘请林业学院对公园内树木的健康状况进行详细评估，聘请 JKP Vodovod i kanalizacija 负责管道、雨水和污水管道的重建工作。避雷系统也应该进行重建。
2022 年 3 月，税务管理局办公室前增设了一个小型儿童游乐场。这极大地改变了公园这一部分的外观，因为它以前仅以著名的 "Sower （播种者）" 雕像而闻名。

## 植物群和动物群

### 鸟类
城市附近的自然保护区、蒂米什河和多瑙河沿岸地区以及众多岛屿是 100 多种鸟类的栖息地，其中 63 种是自然珍稀鸟类。
占地 300 多公顷的城市森林和占地近 15 公顷的最大城市公园国家公园距离潘切沃市中心仅几分钟步行路程，是多种鸟类的家园。
除了庞哈维察自然公园和伊万诺瓦卡阿达特别自然保护区外，一个特别重要的鸟类栖息地是德利布拉托金沙特别自然保护区，该保护区部分位于潘切沃。
潘切沃著名的鸟类有白尾鹰、黑鹳、红腹灰雀和黑翅长脚鹬。
塞尔维亚第一个低地饲养场建在潘切沃境内，是濒临灭绝的白尾海雕的栖息地。

## 经济

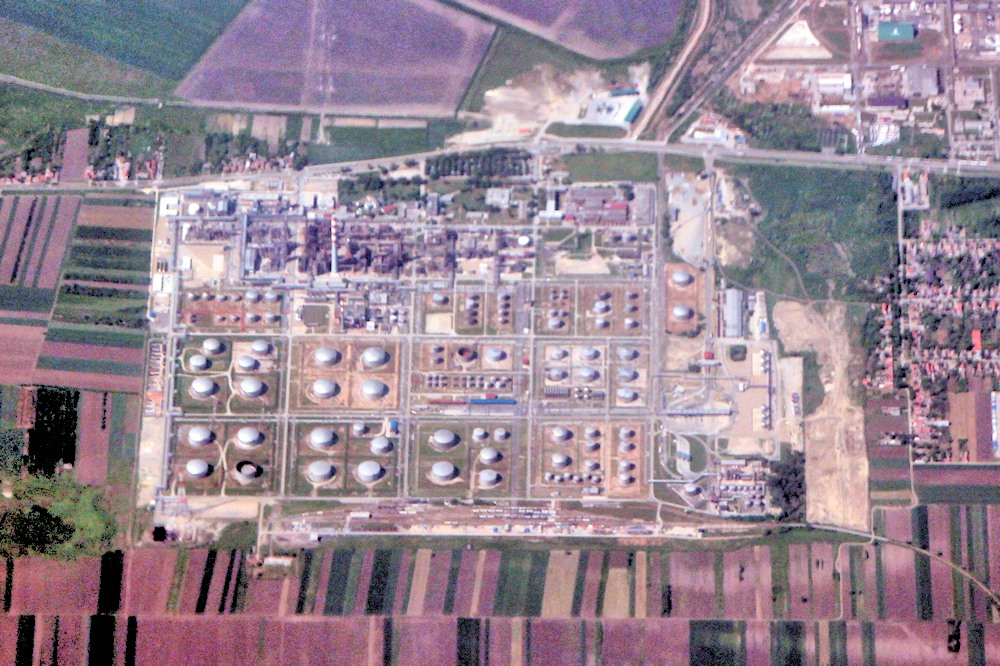
NIS炼油厂鸟瞰图

潘切沃是南巴纳特区的经济中心。有许多工业公司从事石油、钢铁、铝、玻璃、玉米、谷物加工、金属加工、石化生产、化肥、商业包装、PET 成型机、服装、谷物磨制品、培根和其他食品、建筑业飞机、火力发电站和钢梁建筑物。
潘切沃的经济与贝尔格莱德经济紧密相连，两座城市之间的距离仅 14 公里。 NIS 炼油厂的工业场地是塞尔维亚最大的炼油厂之一。 1999 年，该工业区遭到北约轰炸南斯拉夫的战略轰炸。
精确目标包括炼油厂、机场、Utva 飞机工业和 HIP 工厂。环境署报告了有关北约轰炸造成的土壤和地下水污染的研究。这种污染对自然环境和人类健康构成长期威胁。
城市周边有两个受保护的自然资源：天然纪念碑伊万诺夫岛（塞尔维亚语： Ivanovačka ada）和庞尼亚维察自然公园 （塞尔维亚语： Park prirode "Ponjavica"）。
下表显示了按其主要行业在法人实体中雇用的注册总人数（截至 2018 年）：
| 行业                               | 总计   |
| ---------------------------------- | ------ |
| 农业、林业和渔业                   | 756    |
| 采矿和采石                         | 207    |
| 制造业                             | 6,982  |
| 电力、燃气、蒸汽和空调供应         | 414    |
| 供水；污水处理、废物管理和修复活动 | 708    |
| 土木建筑                           | 1,353  |
| 批发和零售业、汽车、摩托车修理     | 5,631  |
| 运输及仓储                         | 1,733  |
| 住宿和餐饮服务                     | 988    |
| 信息和通信                         | 501    |
| 金融和保险业                       | 496    |
| 房地产业                           | 56     |
| 专业、科学和技术活动               | 1,302  |
| 行政和支持服务活动                 | 868    |
| 公共管理和国防；强制性社会保障     | 1,513  |
| 教育                               | 1,919  |
| 人类健康和社会工作活动             | 2,833  |
| 艺术、娱乐和休闲                   | 453    |
| 其他服务活动                       | 634    |
| 个体农业劳动者                     | 570    |
| 总计                               | 29,919 |

### 1919 年之前的经济

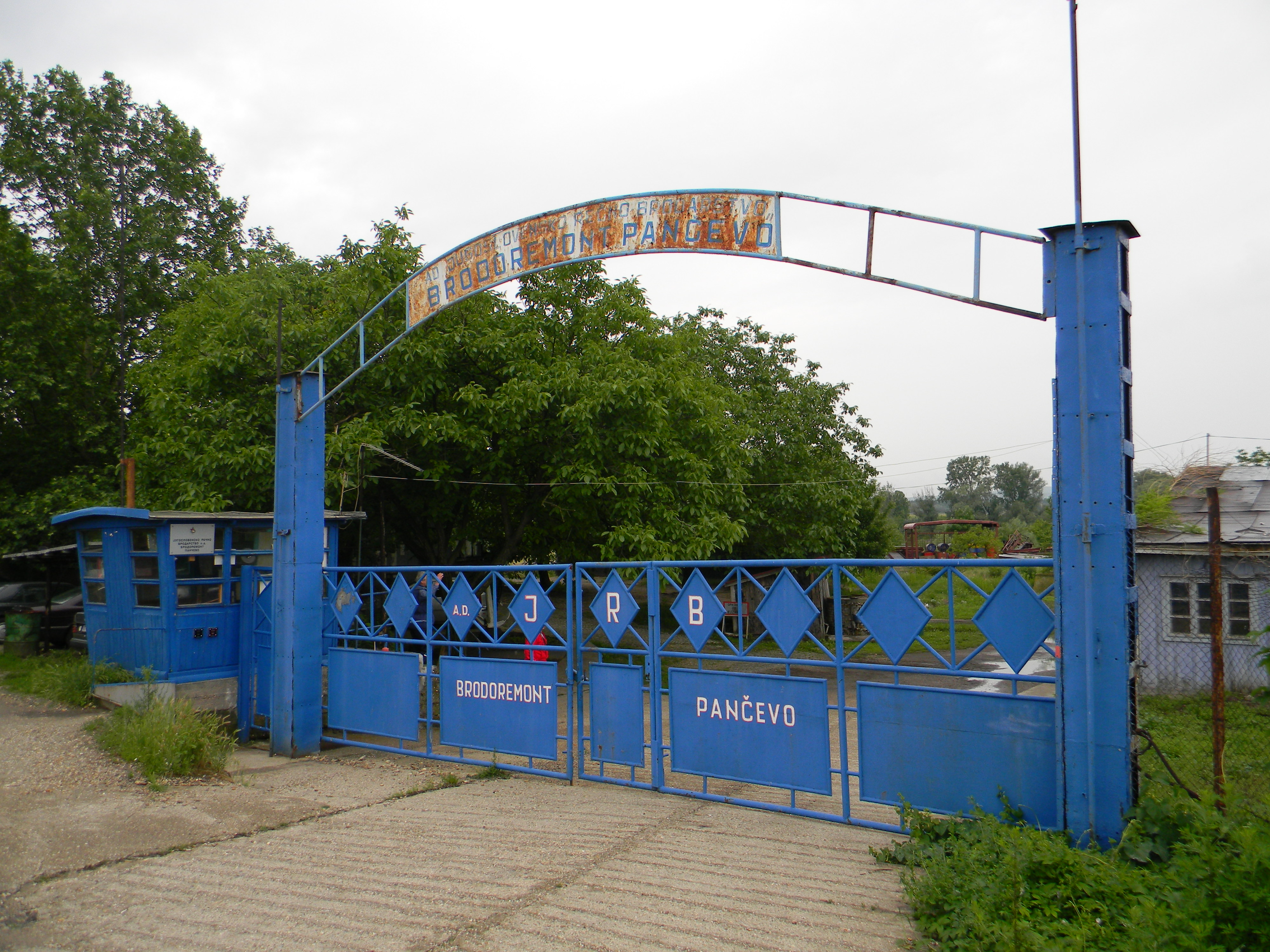
Brodogradilište （船厂）

潘切沃的人口主要从事农业，但贸易和贸易，特别是牲畜和食品也有很好的代表性。工业也相当可观，尤其是丝绸。潘切沃有体育馆、贸易学院、男女民事学校和国际航空运输协会的机场。

#### 巴尔干地区最古老的啤酒厂

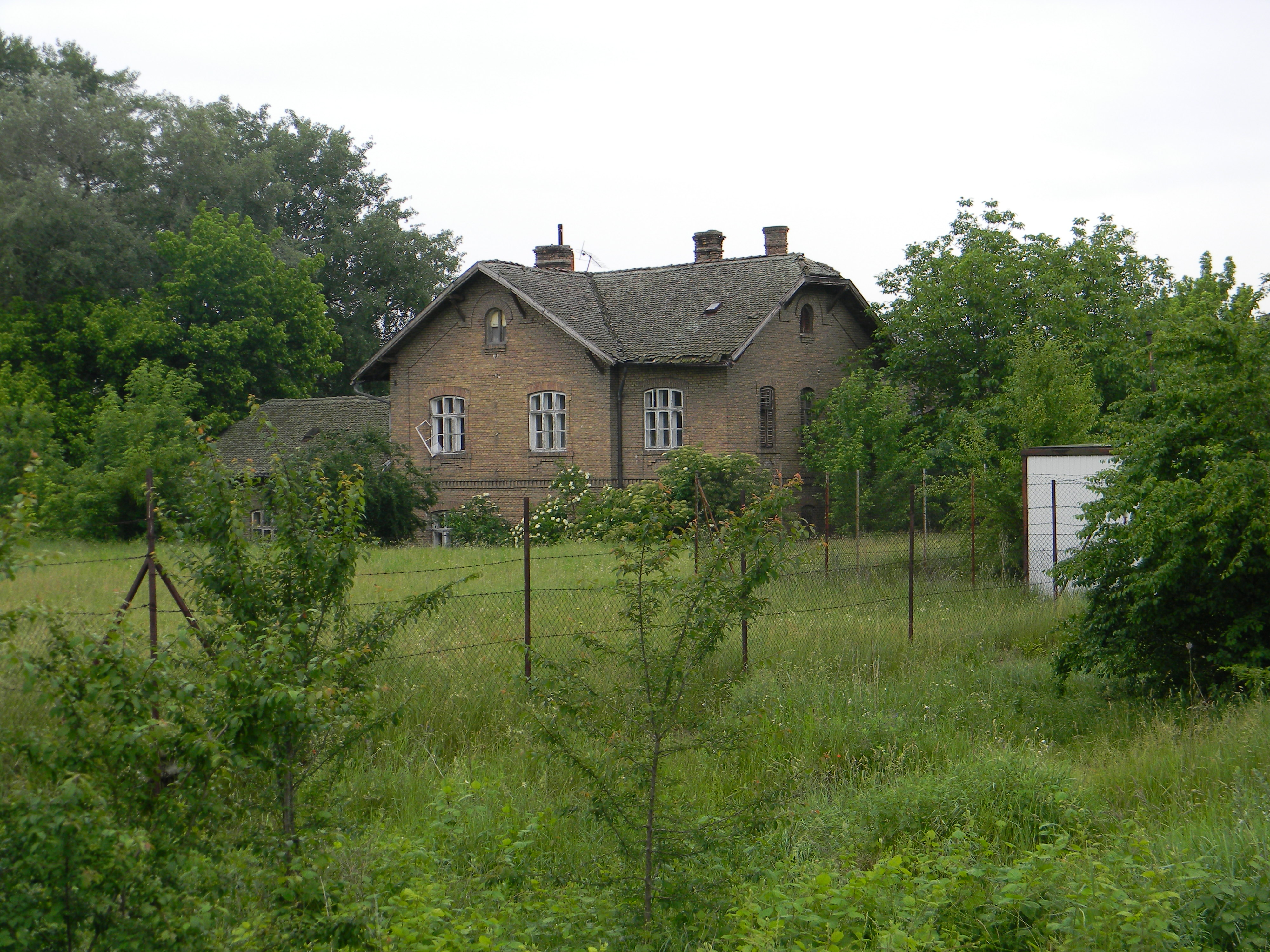
Svilara （丝匠）

1722 年，第一批啤酒生产设施建于蒂米什河沿岸，当时潘切沃还是奥匈帝国的一部分。
该啤酒厂由犹太人 Abraham Kepiš 开设，几经易主后，从 1847 年起，它成为 Vajfert 家族的财产，因此现在的名称为 Vajfertova pivara。著名实业家和啤酒厂老板 Đorđe Vajfert 于 1850 年出生于潘切沃，并一直居住在那里直至成年。后来，他去欧洲留学，回来后他的父亲在贝尔格莱德购买了一家啤酒厂，并从那里开始创建他的帝国。有趣的是，大约 50 部不同的电影和连续剧是在啤酒厂周围的场地拍摄的。

#### Fabrika svile （丝绸厂）
250 多年前，潘切沃以丝绸生产而闻名，1900 年开始大规模生产，当时蒂米什河左岸建立了一座丝绸工厂综合体，150 名工人每年生产高达 17,000 公斤的丝绸，在里昂和维也纳出售。蚕业的首次记载可以追溯到 1720 年，1899年建成了丝绸厂。这家工厂从来都不是私有的，它是用债券建造的，私有化后现在正在恢复。该建筑群于 2013 年被宣布为文化古迹。

### 1920 年至 1991 年的经济
第一次世界大战后，潘切沃的工业经历了第二次青春，成为前南斯拉夫工业巨头之一。许多工厂正在开业，雇用了来自潘切沃、贝尔格莱德和几乎整个巴纳特南部周边城镇的数万名工人。其中一些最重要的是：
- Rafinerija nafte −(RNP) 于 1968 年开始运营。
- Azotara − 生产人造肥料的工厂， 1962 年开始运转。
- Petrohemija − 一家加工原油和生产塑料的工厂， 1977 年成立。
- Utva − 生产轻型飞机、卡车和卡车拖车、机动车辆零部件以及机动车辆服务和维修的工厂。成立于 1937 年
- Pivara — 成立于 1722 年
- ISP Staklara − 生产各类玻璃的工厂，成立于 1932 年
- Tesla − 灯泡厂，成立于 1931 年
- Fabrika građevinske stolarije − 成立于 1934 年
- Fabrika skroba − 成立于 1937 年
- Fabrika obuće − 成立于 1955 年
- TRO Trgoprodukt − 从事批发和零售杂货贸易领域的业务
- Pekara − 供应整个潘切沃及周边地区
- Tehnogas − 生产并向行业供应各种气体
- Plinara − 生产并向潘切沃的住户供应取暖油、丙烷-丁烷、汽油
- Svilara − 丝绸生产、丝茧开卷
- Krznara − 皮革加工，建于 1953 年。
- Kudeljara − 丝束加工
- Gaj − 家具行业
- JRB Brodoremont − 涉及船舶、驳船和所有漂浮在水面上的物体的修理
- Luka Dunav − 成立于 1947 年
- PIK Tamiš − 农业与多种食品的加工
- ATP − 客运和货物运输公司
- Privredna Banka Pančevo − 成立于 1869 年
- Pošta − 负责处理公民服务，从信件、电报、电话、征收各种税款到银行服务
- GIK Konstruktor − 建筑公司
- Trudbenik − 纱线纺纱厂
- Banaćanka − 服装生产
- ŠIK − 木材加工
- Elektrodistribucija
- Minel
- RO Standard − 公共工程
- Na desetine zanatsko − 服务店、私人作坊、面包师、鞋匠、裁缝、金匠。
- 有 hotel Sloboda (Trubač) 和 Tamiš 两家酒店，有大量餐厅
- 基础设施组织，如市政当局、法院、银行、医院和诊所、警察、消防员、百货商店、图书馆、博物馆、画廊、电影院和剧院、文化中心、各种社团，如钓鱼、射击（1813）、童子军、红十字会，从贝尔格莱德出发的新道路（1937 年 12 月）。

## 图集

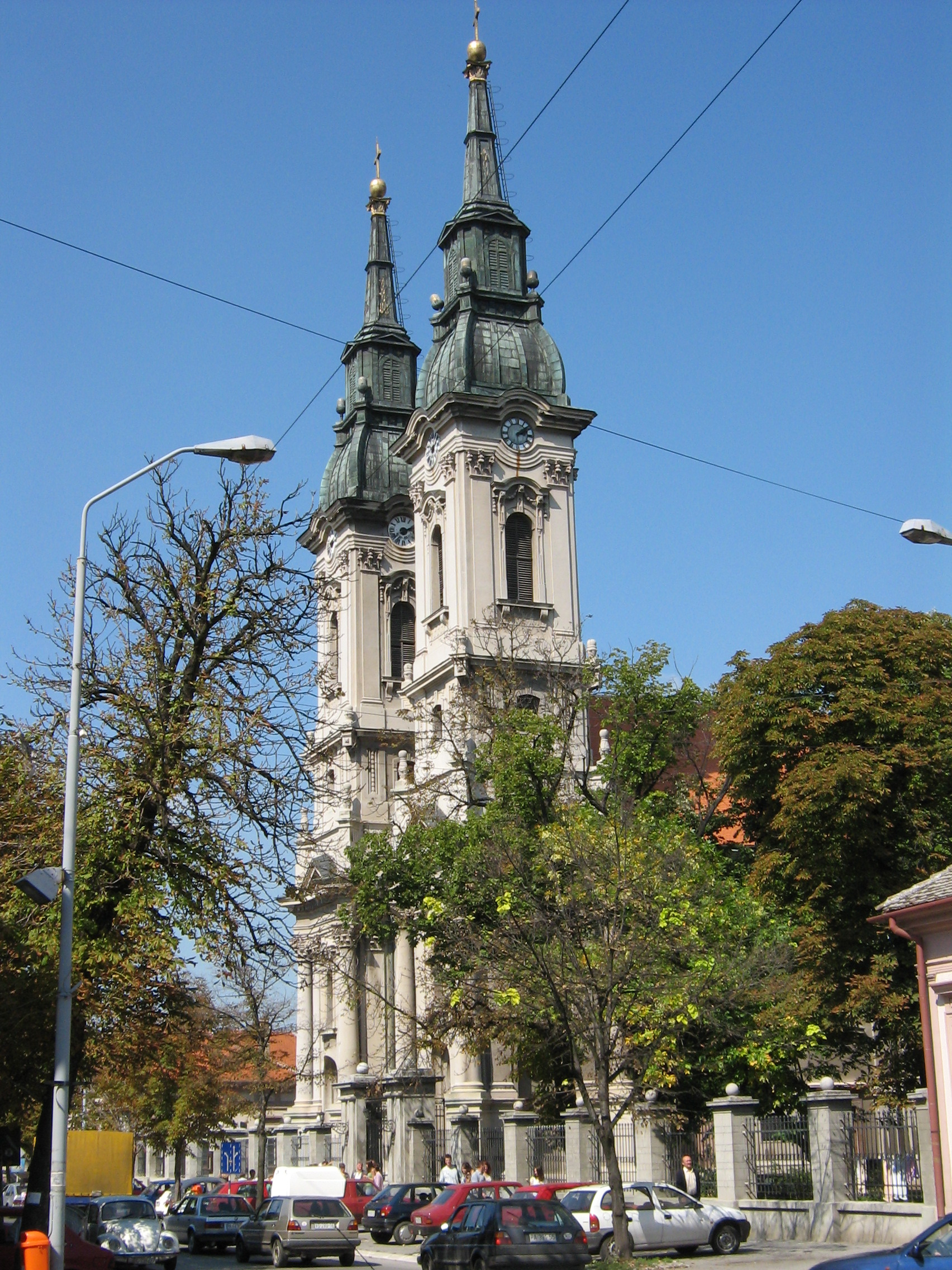
Uspenska crkva （圣母升天教堂）
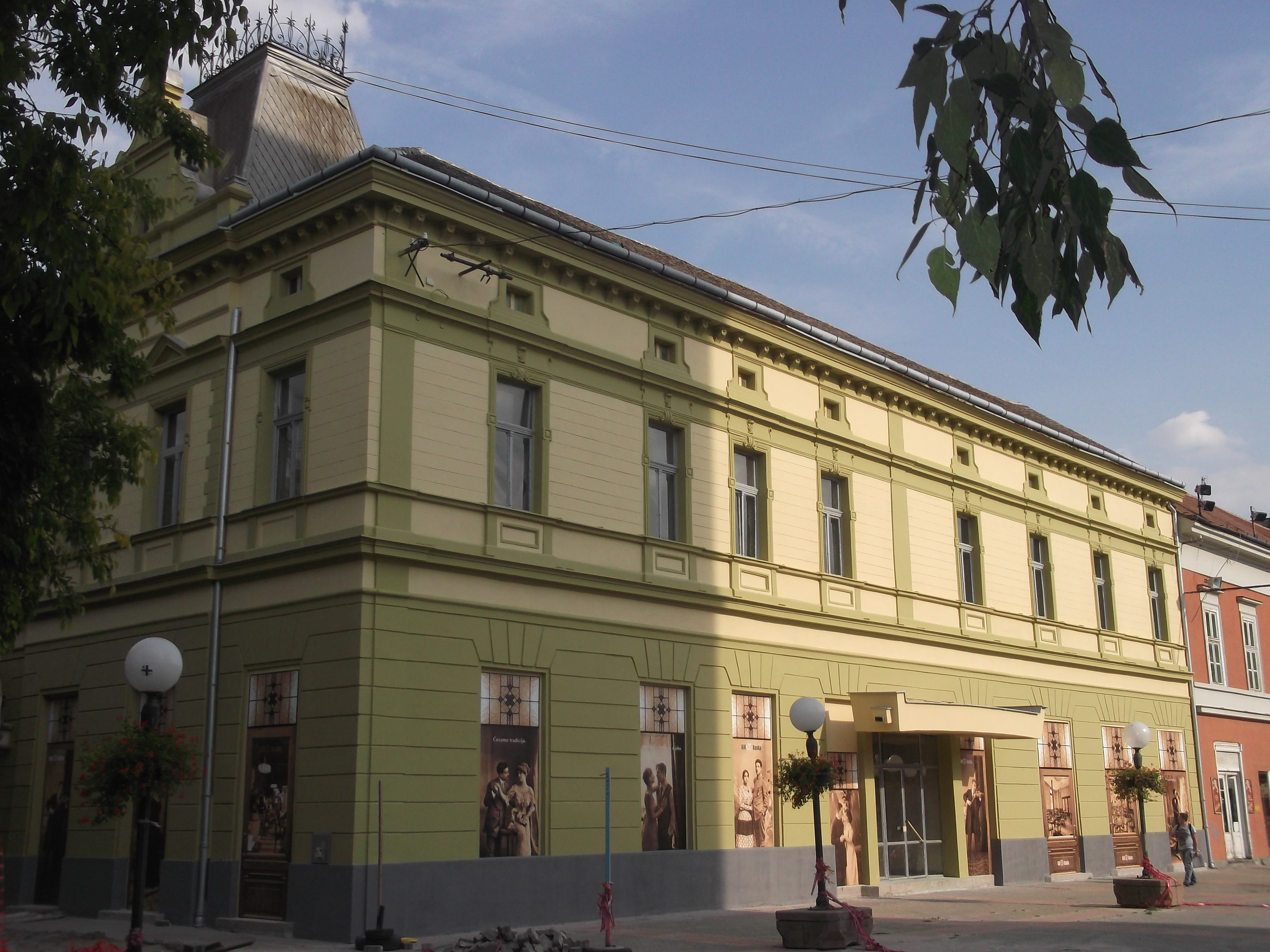
Hotel "Sloboda" （Sloboda 酒店）
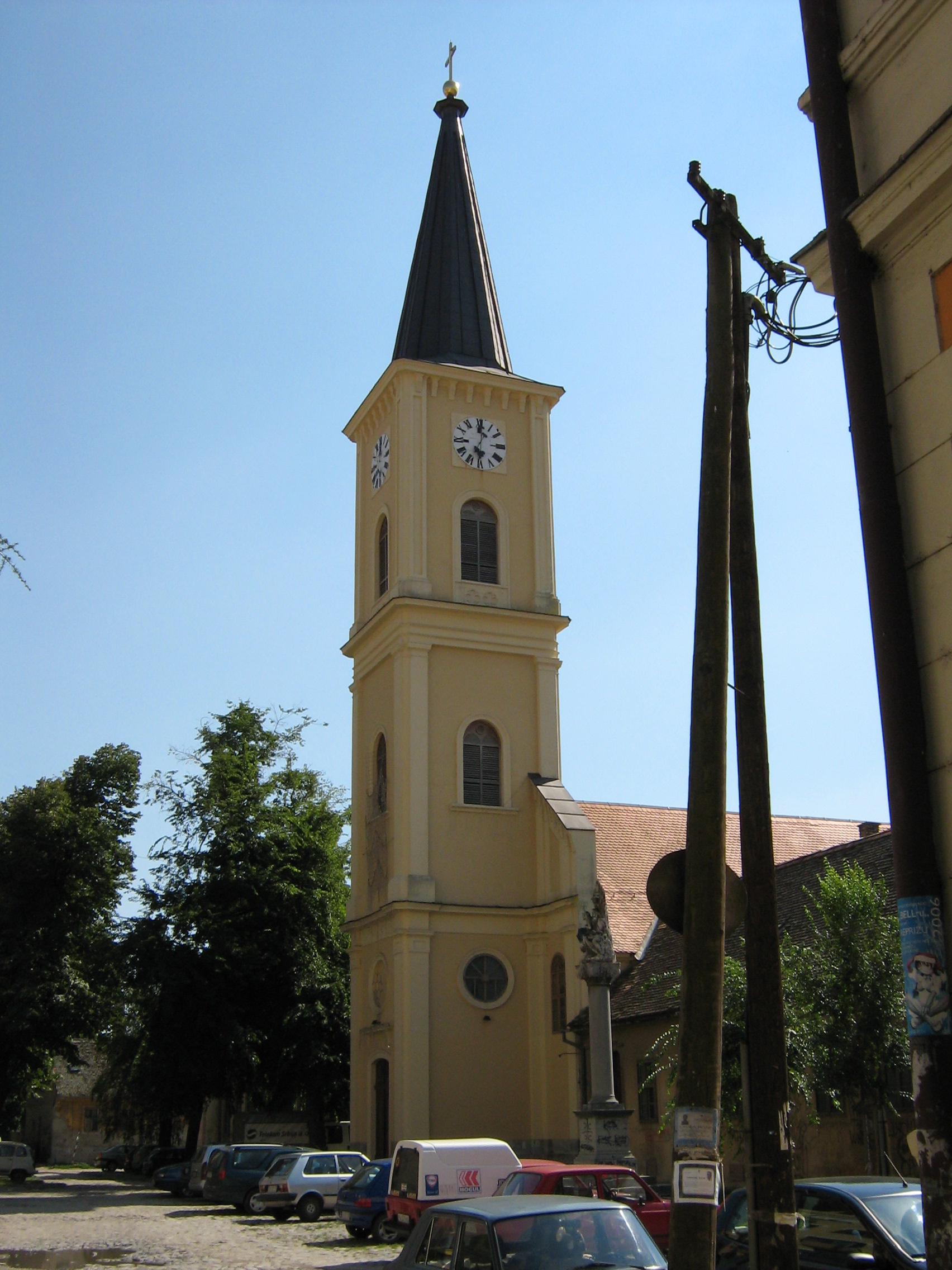
Katolička crkva （天主教会）
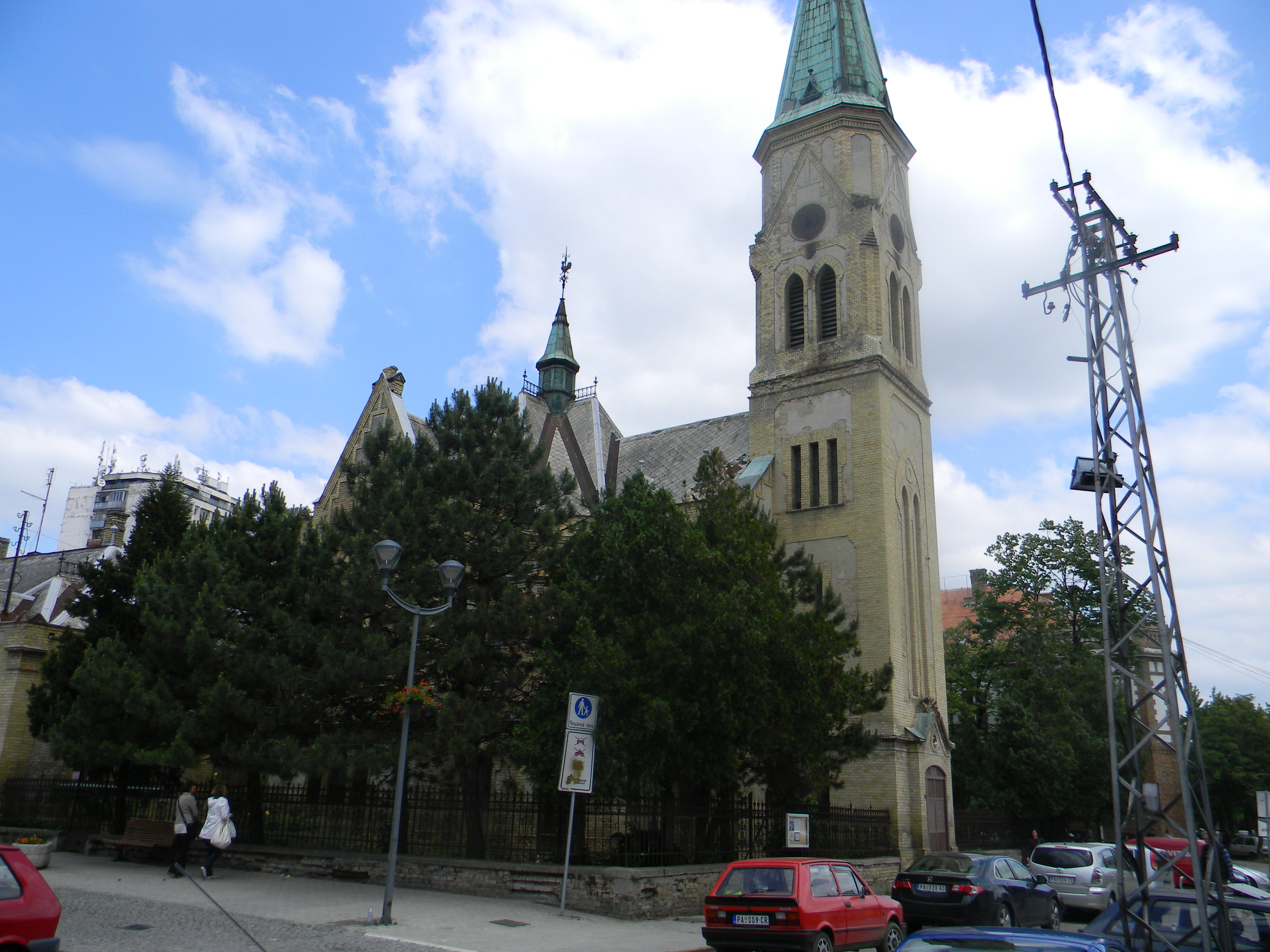
Evangelistička crkva （福音派教会）
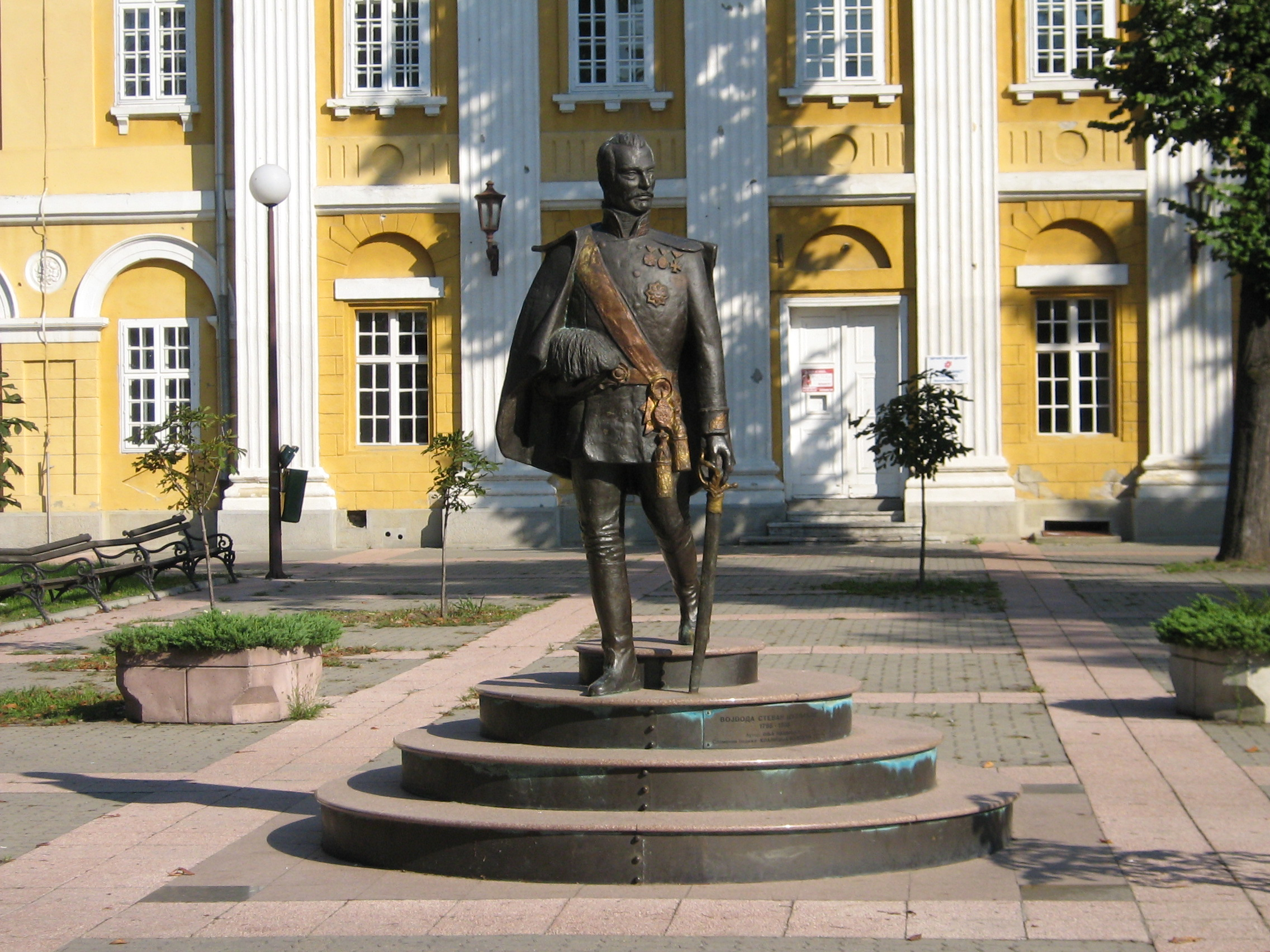
医院前的 Stevan Šupljikc 雕像，Olja Ivanjicki 的作品
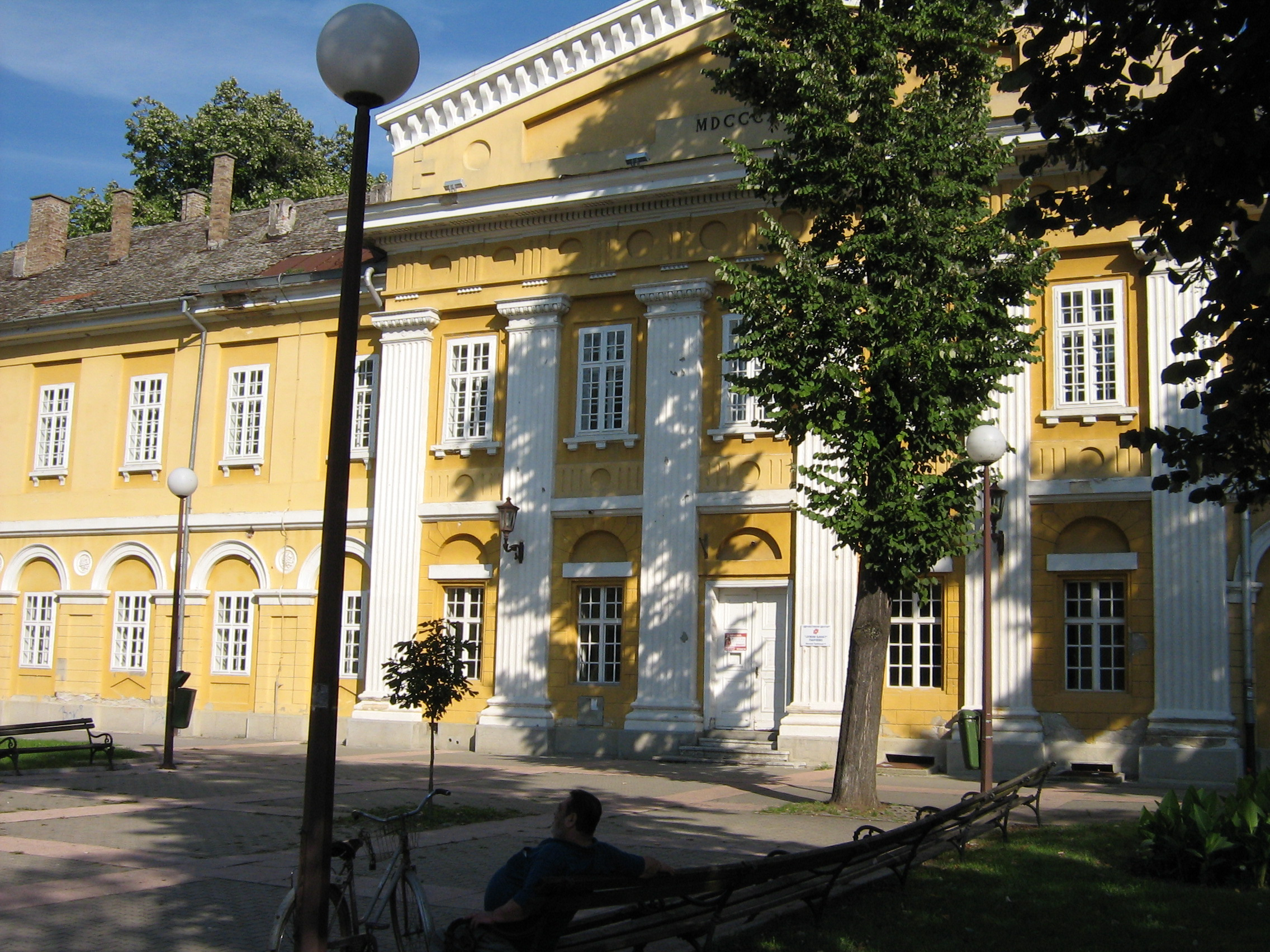
Bolnica （医院）

## 友好城市
潘切沃与以下城市结为友好城市：
- 姆尔科尼奇格勒, 波斯尼亚和黑塞哥维那
- 普里耶多尔, 波斯尼亚和黑塞哥维那
- 白斯拉蒂纳, 保加利亚
- 布洛涅-比扬古, 法国
- Neapoli（英语：Neapoli, Crete）, 希腊
- Stavroupoli（英语：Stavroupoli）, 希腊
- 博尼哈德, 匈牙利
- 拉文纳省, 意大利
- 库马诺沃, 北马其顿
- 赞斯塔德, 荷兰
- 雷希察, 罗马尼亚
- 塔拉戈纳, 西班牙
- 米哈洛夫采, 斯洛伐克
- 斯图皮诺, 俄罗斯
- 沃斯克列先斯克, 俄罗斯

## 著名人物
纵观历史，一大批政界、科学界、文化界和创意界的知名人士都与潘切沃的日常生活息息相关，有些在潘切沃出生，有些居住在潘切沃。

### 出生于潘切沃

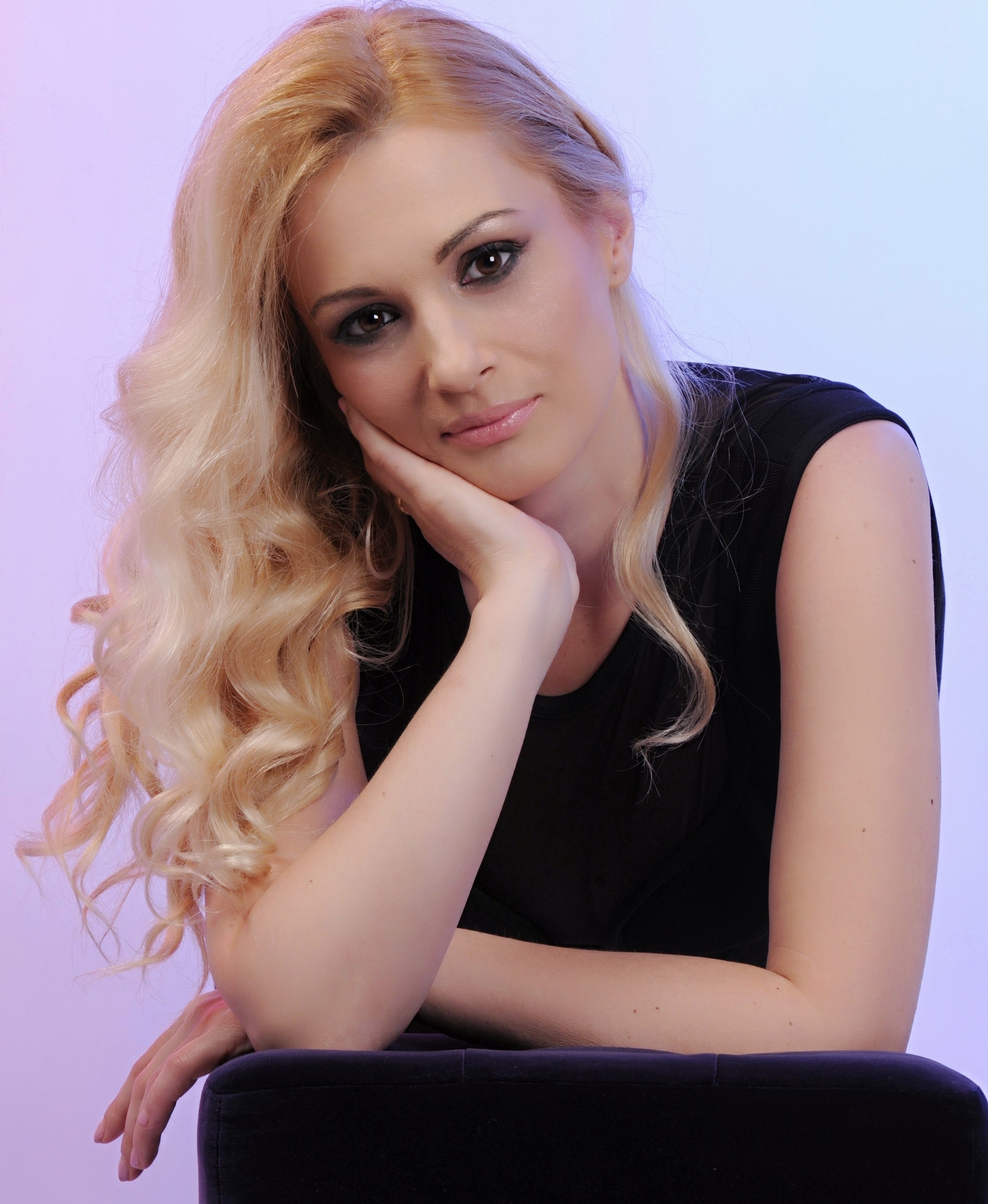
Branka Bešević Gajić，影视导演

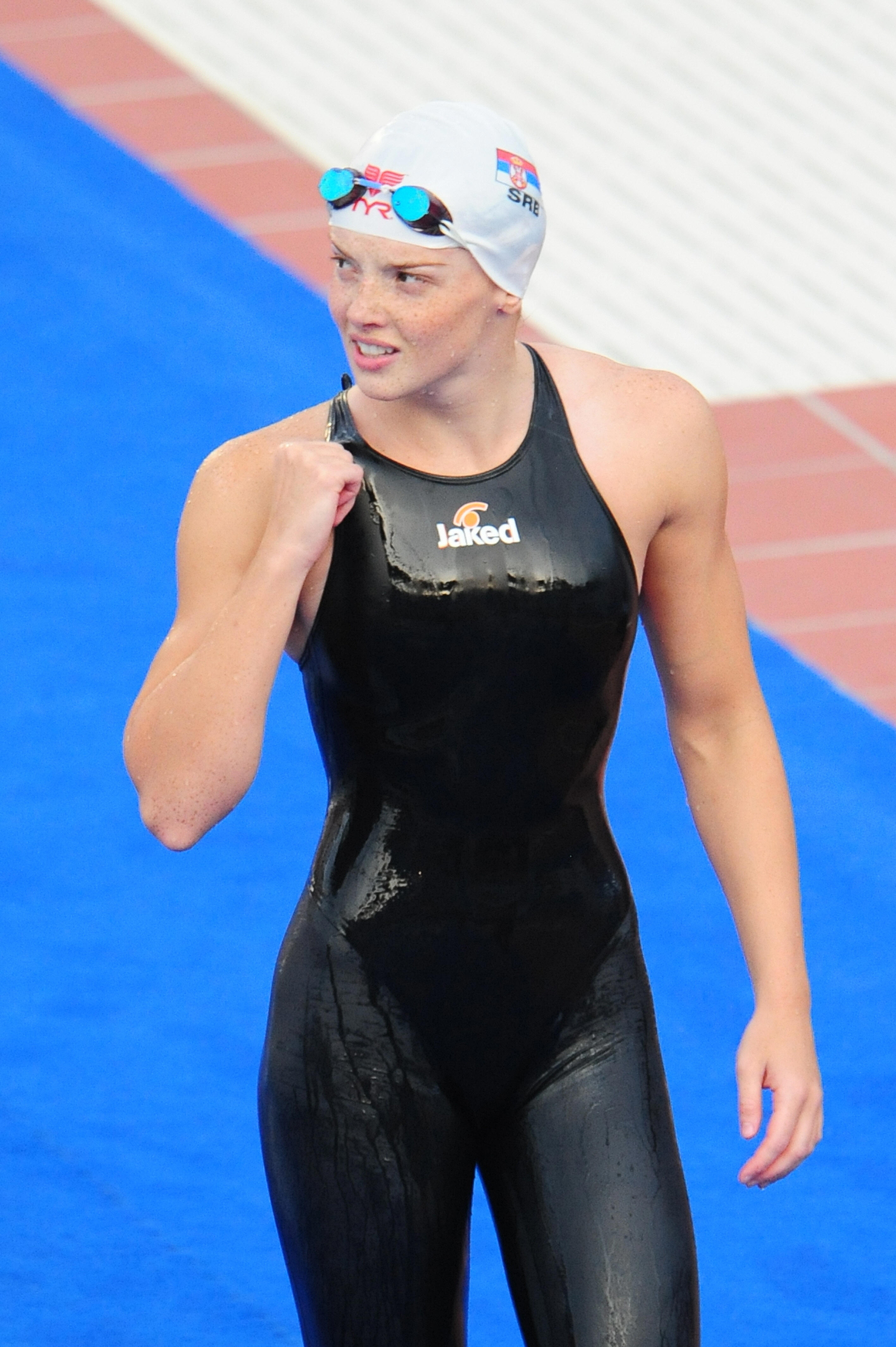
纳贾·希格尔，世界游泳锦标赛金牌得主

- Arsenije Arsa Todorović (1786—1826) — 画家
- Prota Vasa Živković (1819—1891) — 塞尔维亚诗人和牧师
- Mita Topalović (1849—1912) — 塞尔维亚作曲家
- Đorđe Vajfert (1850—1937) — 国家银行行长
- Ludvig Vartolomej Graf (1850—1924) — 动物学家
- Georgije Daksner (1871—1911) — 神学博士、布拉迪斯拉发神学教授
- Milan Ćurčin (1880—1960) — 诗人、文学评论家、翻译家和公关人员
- Jovan Erdeljanović (1874—1944) — 民族学家
- Julije Bauer (1908—1945) — 运动员
- Milorad Bata Mihailović (1923—2011) — 画家
- Olja Ivanjicki (1931—2009) — 画家
- Dušan Patić (1933) — 手球运动员
- Stevan Bena (1935—2012) — 足球运动员
- Miroslav Žužić (1945) — 演员
- Milenko Prvački (1951) — 画家
- Zoran Gajić (1958) — 俄罗斯和南斯拉夫排球队前教练
- Milenko Topić (1969) — 篮球运动员
- Tomislav Stošić (1962) — 画家
- Željko Stanojević (1974) — 希伯来语学家
- Žikica Milosavljević (1972) — 前南斯拉夫国家队手球运动员
- Vladimir Savić (1976) - 铁人三项运动员
- Mirjana Pović (1981) — 天体物理学家
- Marina Munćan (1982) — 运动员
- Branka Bešević Gajić (1982) — 著名获奖影视导演
- Miloš Ćorlomanović (1982) — 科学家、物理学家、工程师、发明家、中华人民共和国科学院院士
- Nenad Heraković (1984) — 演员
- Dušan Borković (1984) — 赛车手
- Nađa Higl (1987) — 游泳运动员

### 在潘切沃学习、生活或工作的名人
- Jovan Jovanović Zmaj (1833—1904) — 诗人
- Mihajlo Pupin (1854—1935) — 科学家和发明家
- Uroš Predić (1857—1953) — 画家
- Branislav Nušić (1864—1938) — 作家
- Isidora Sekulić (1877—1958) — 作家、塞尔维亚科学与艺术学院院士
- Miloš Crnjanski (1893—1977) — 作家
- Jovan Bandur (1899—1956) — 作曲家和导演
- Stojan Trumić (1912—1983) — 画家和教育家
- Miroslav Antić (1932—1986) — 诗人
- Božur Ivanović (1936—2005) — 画家、场景设计师和平面设计师
- Bogdan Mrvoš (1939—1997) — 作家、记者和翻译
- Nebojša Glogovac (1969—2018) — 演员
- Dejan Perić (1970) — 手球运动员
- Ašhen Ataljanc (1971) — 芭蕾舞演员
- Željko Stanojević (1974) — 希伯来语学家、神学家
- Mirjana Pović (1981) — 天体物理学家

### 潘切沃荣誉市民
- Antonije Jahimek (1840)
- Mihajlo Mihalijević (1842)
- Stefan Petrović Knićanin (1849)
- dr Jakov Živanović (1849)
- Nikola Kostić (1849)
- Ferdinand Majerhofer (1849)
- Đorđe Stančić (1883)
- Pavle Peter (1883) — 市长
- Aleksandar Nikolić de Rudna (1895)
- Ernest Daniel de Samoš Ujvar (1900)
- dr Ignjat Daranji (1903) — 农业部长
- Nikola Pašić (1923)
- Đorđe Vajfert (1923) — 实业家、塞尔维亚国家银行行长
- Josip Broz Tito (1962) — 南斯拉夫社会主义联邦共和国总统
- Frančesko Giangrandi (2010) — 拉文纳省省长
- Kiril Kravčenko (2011) — 塞尔维亚石油工业前总经理
- Milan Popović (2013) — 塞尔维亚商人
- Majkl Devenport (2014)